# Biserica din Târg din Horezu

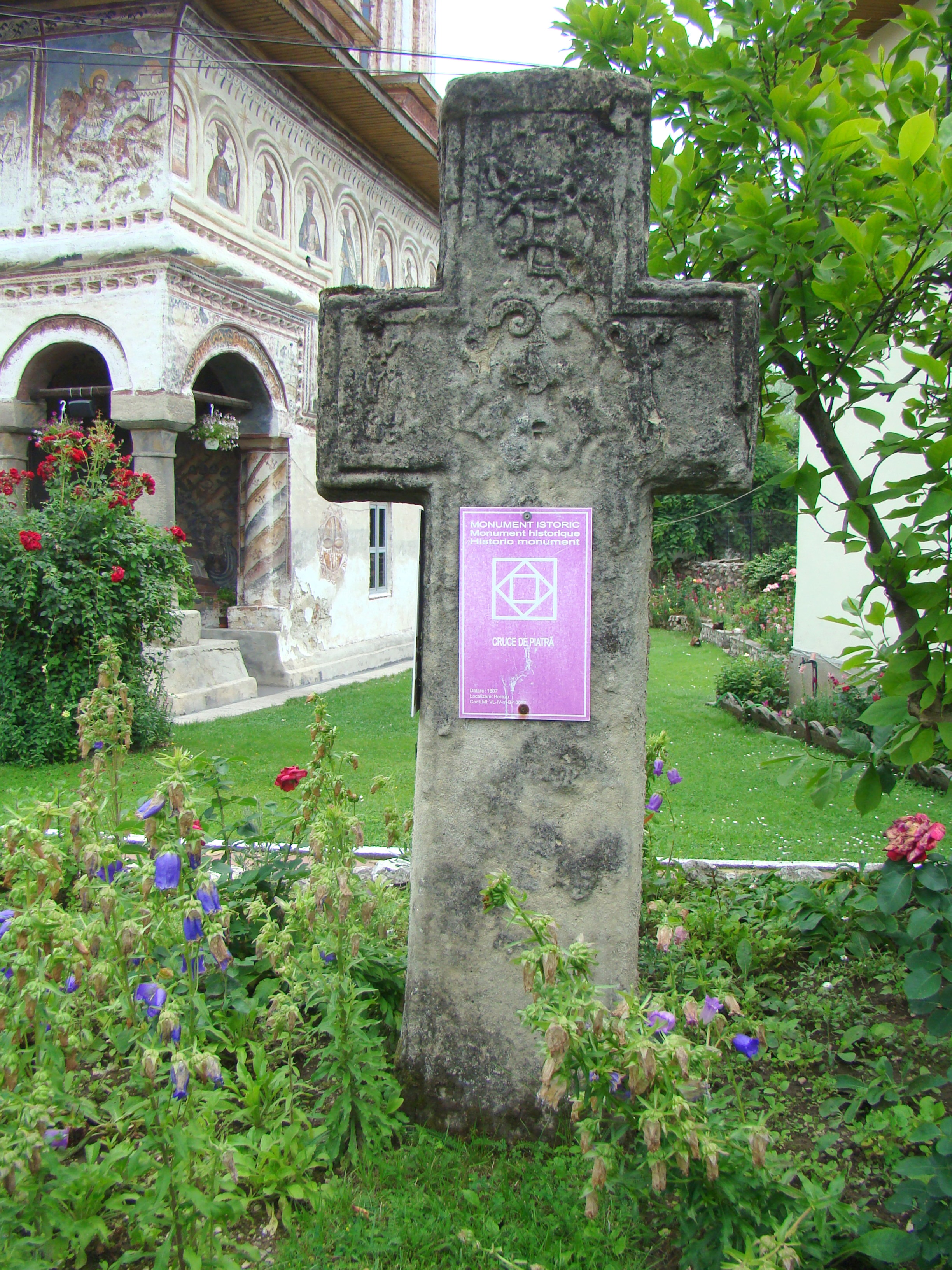
Crucea bisericii din târg (monument istoric)

Biserica „Intrarea în Biserică a Maicii Domnului” și „Sfântul Ioan Botezătorul”, mai cunoscută ca Biserica din Târg, este un monument istoric de la începutul secolului al XIX-lea din orașul Horezu, județul Vâlcea.

## Istoric și trăsături
Biserica a fost construită între 1800-1804, fiind ctitorită de către vel vistiernicul Ion Urșanu, vătaf de plai în zona Horezu, Constantin Covrea și jupâneasa Stan(c)a.
Pictura murală a fost realizată în 1807 de zugravii Dinu și Manole din Craiova, calfe fiind Stanciu din Craiova, Dumitrașco și Dumitru, iar ucenici Ion, Preda din Cioroi și Ionică din Craiova.
În 1946, odată cu darea în folosință a unei noi biserici în Horezu, cu hramul „Nașterea Maicii Domnului”, vechea Biserică din Târg a fost lăsată în paragină. Se mai slujea doar o dată pe an, la 21 noiembrie, în ziua hramului „Intrarea în Biserică a Maicii Domnului”.
În 1992, Biserica din Târg a redevenit biserică parohială, au avut loc lucrări de reparare a acoperișului și restaurare a picturii (1995-1996).
În curtea bisericii se află o cruce de piatră din 1807, înscrisă la rândul ei în Lista Monumentelor Istorice cu codul  VL-IV-m-B-10032.
Pisania bisericii, scrisă în piatră în alfabet chrilic, a fost descifrată și transmisă de T. G. Bulat prin articolul Inscripții din bisericile Olteniei, apărut în Arhivele Olteniei în 1923: 
„Această sfântă și dumnezaiască beserică este din temeli zidită și înfrumusaciată cu toată celtueala i osteniala dumialui jupană Ionie Ursanu carele și vataf(ă) să află plaiului Hurezului și a Dumnealui jupan Costandin(ă) Kovria i jupania sa Stana și întru aceasa și iau … aduceri în beserică și întru pocfala sfântului Ioan(u) Botezătoru aceste 2 sfinte praznice să le savarsească ca dumnealor cata să să pomenească cei vii acei răposați în veci și cu tot niamu Dumnialor. Și sau zidit această sfântă beserică în zilele mării sale Costandin(ă) Moruz Vodă cu blagoslovenia parintelui eposcopului Nectarie; la ani 1800 început și s-au mai îndemnat de au mai ajutorat și alti titori cu bani. Și cu Dumnezău pomenirea, vii Ion Mihăilă Nediala, Costandin, Dumitru Nicolae erei, George … leat 1804”.

## Imagini

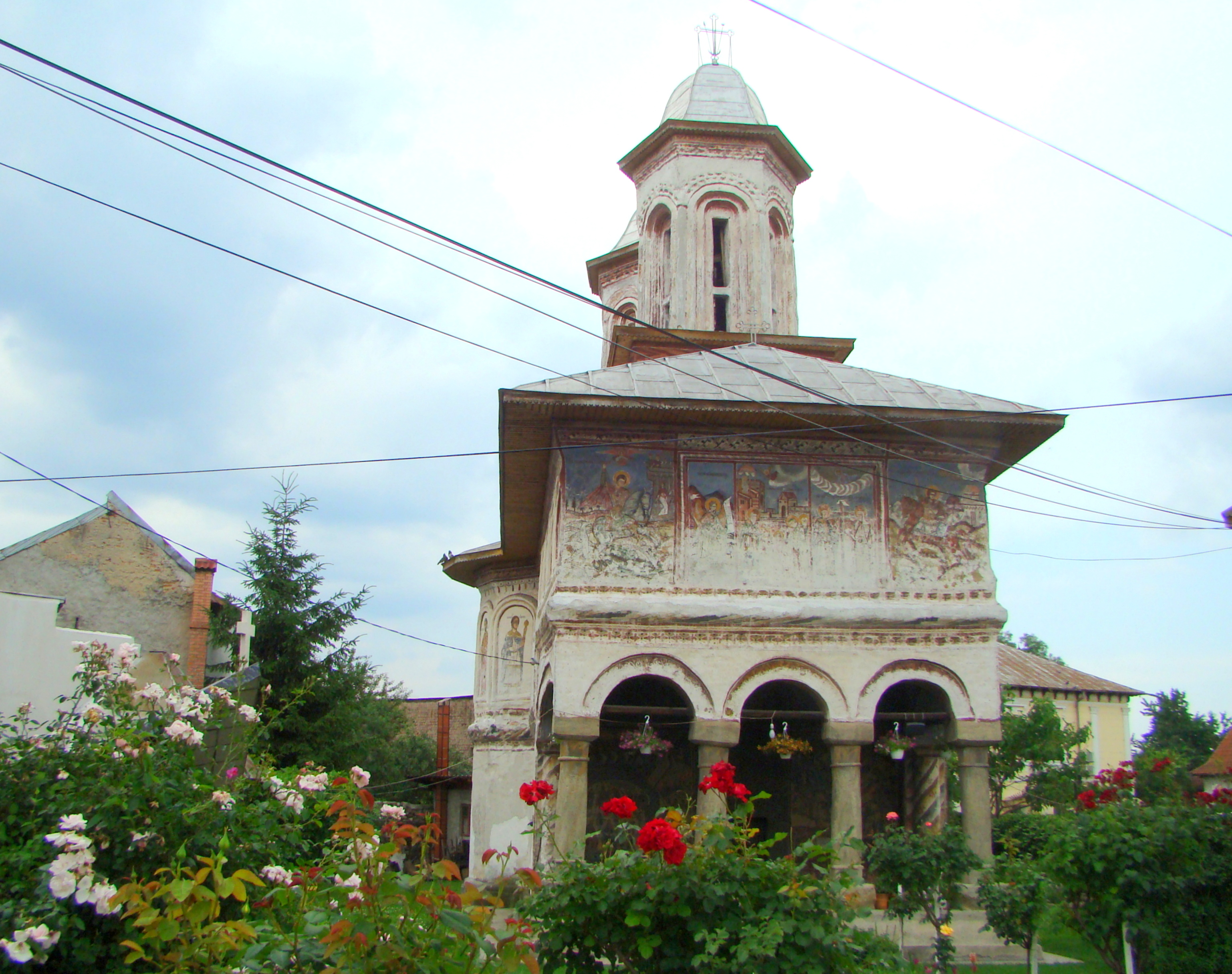
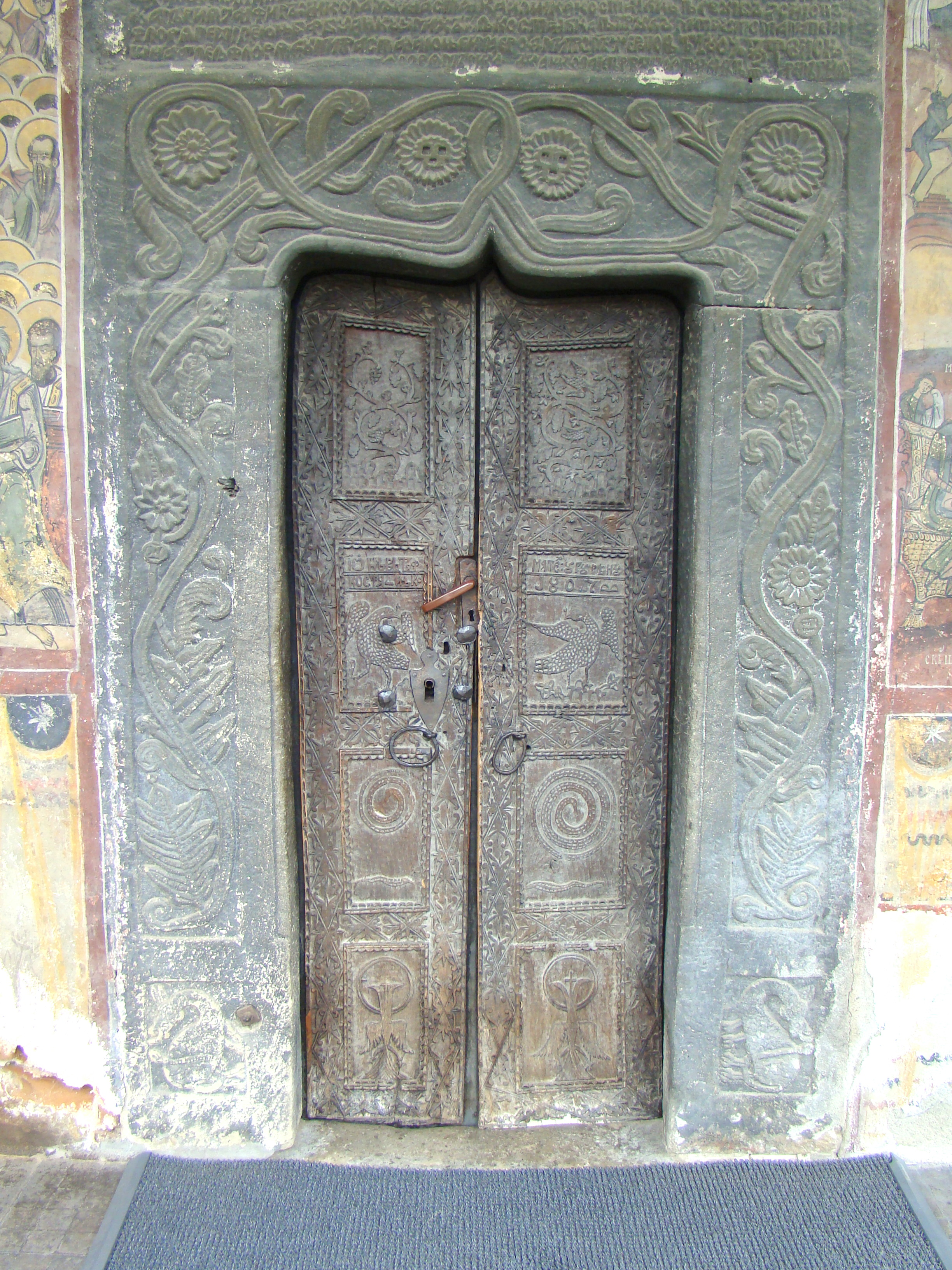
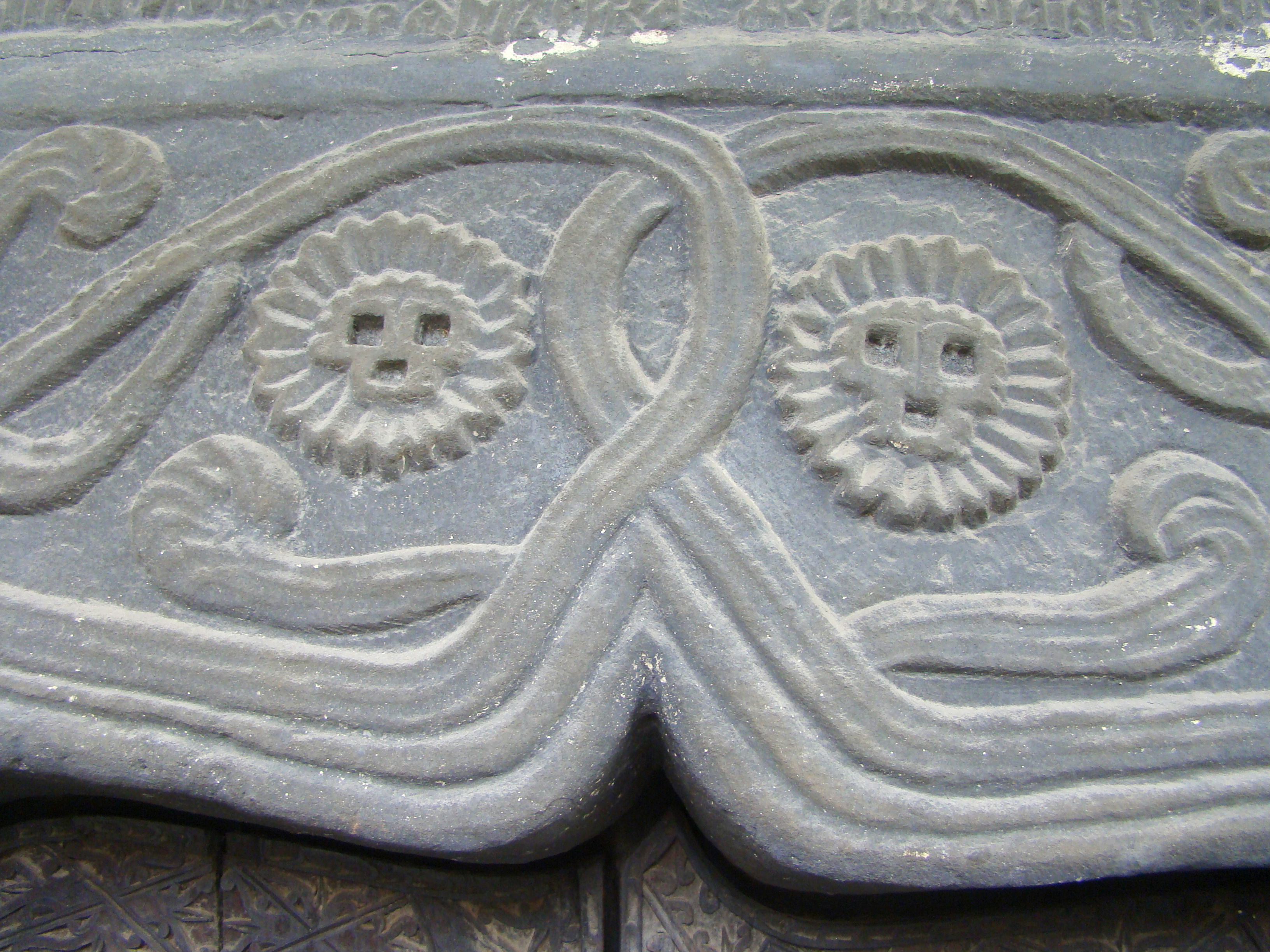
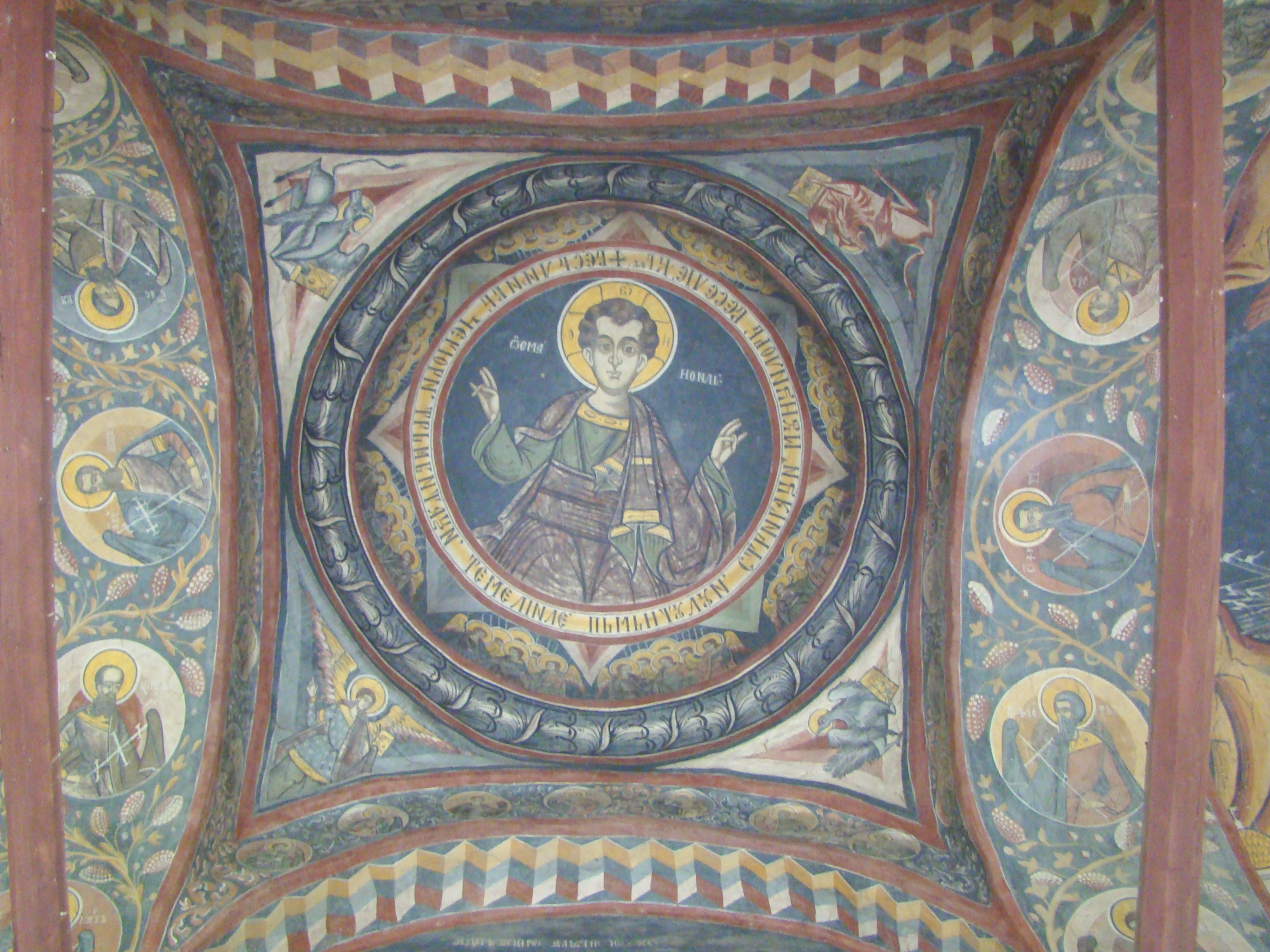
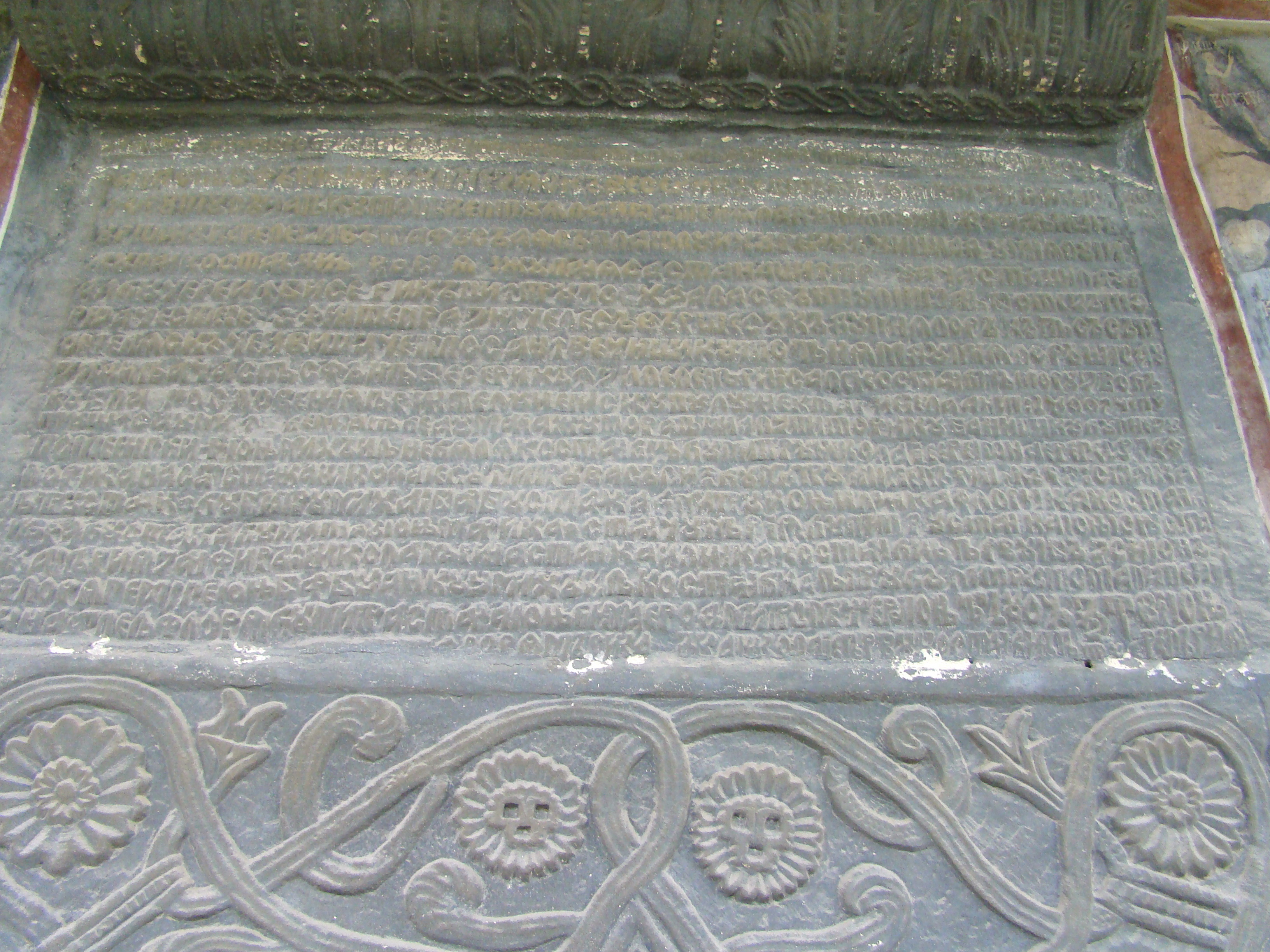
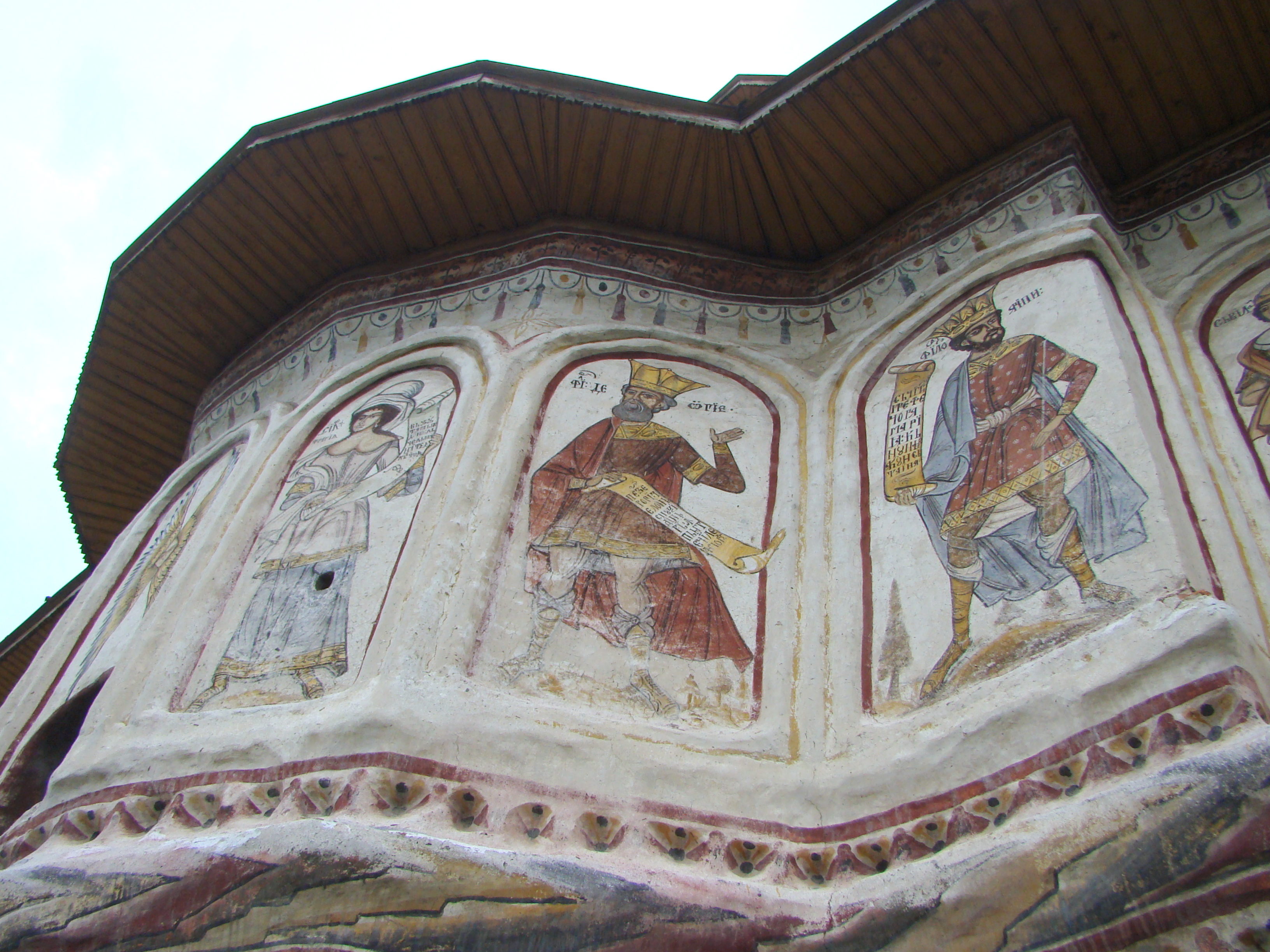
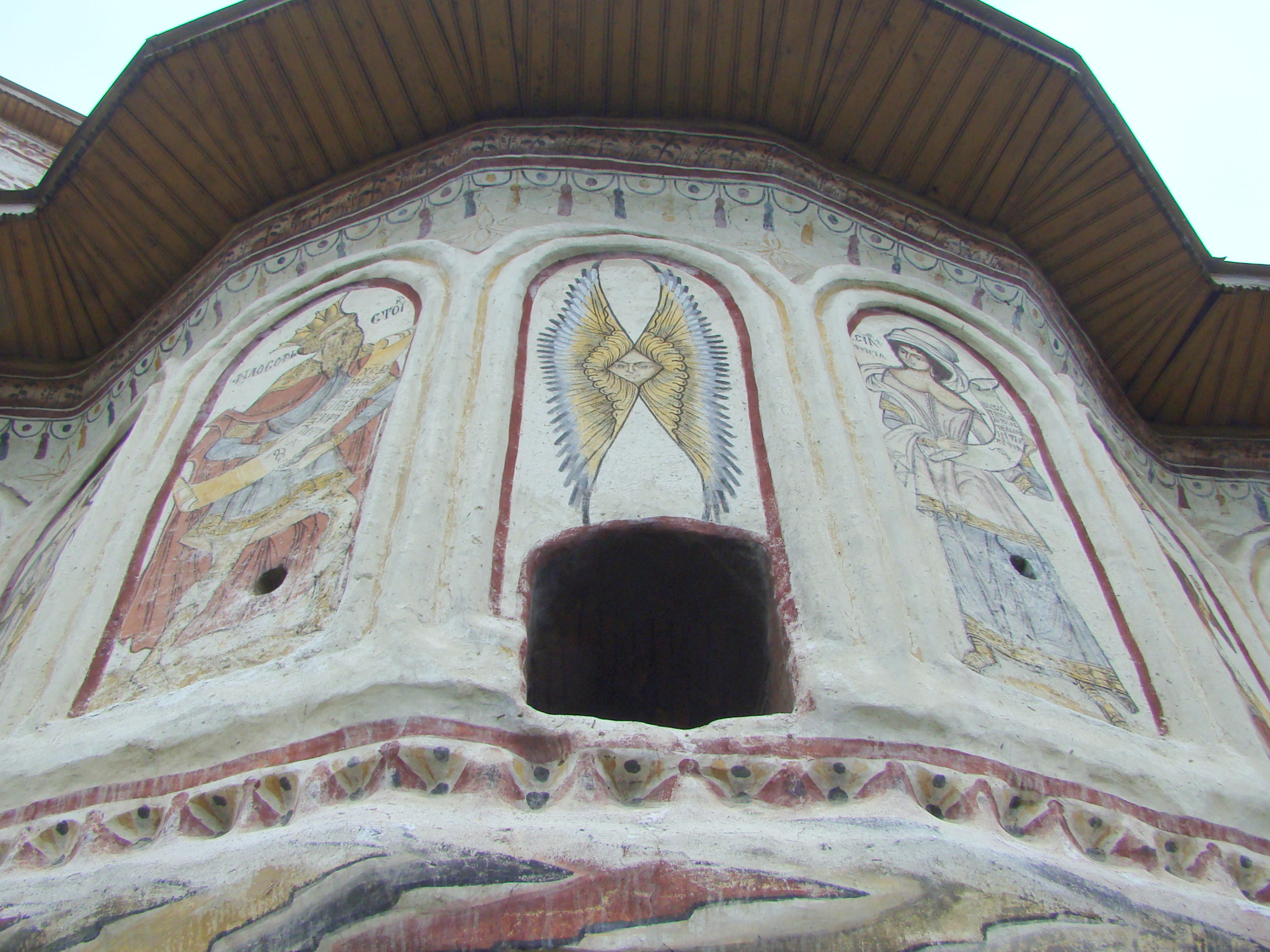
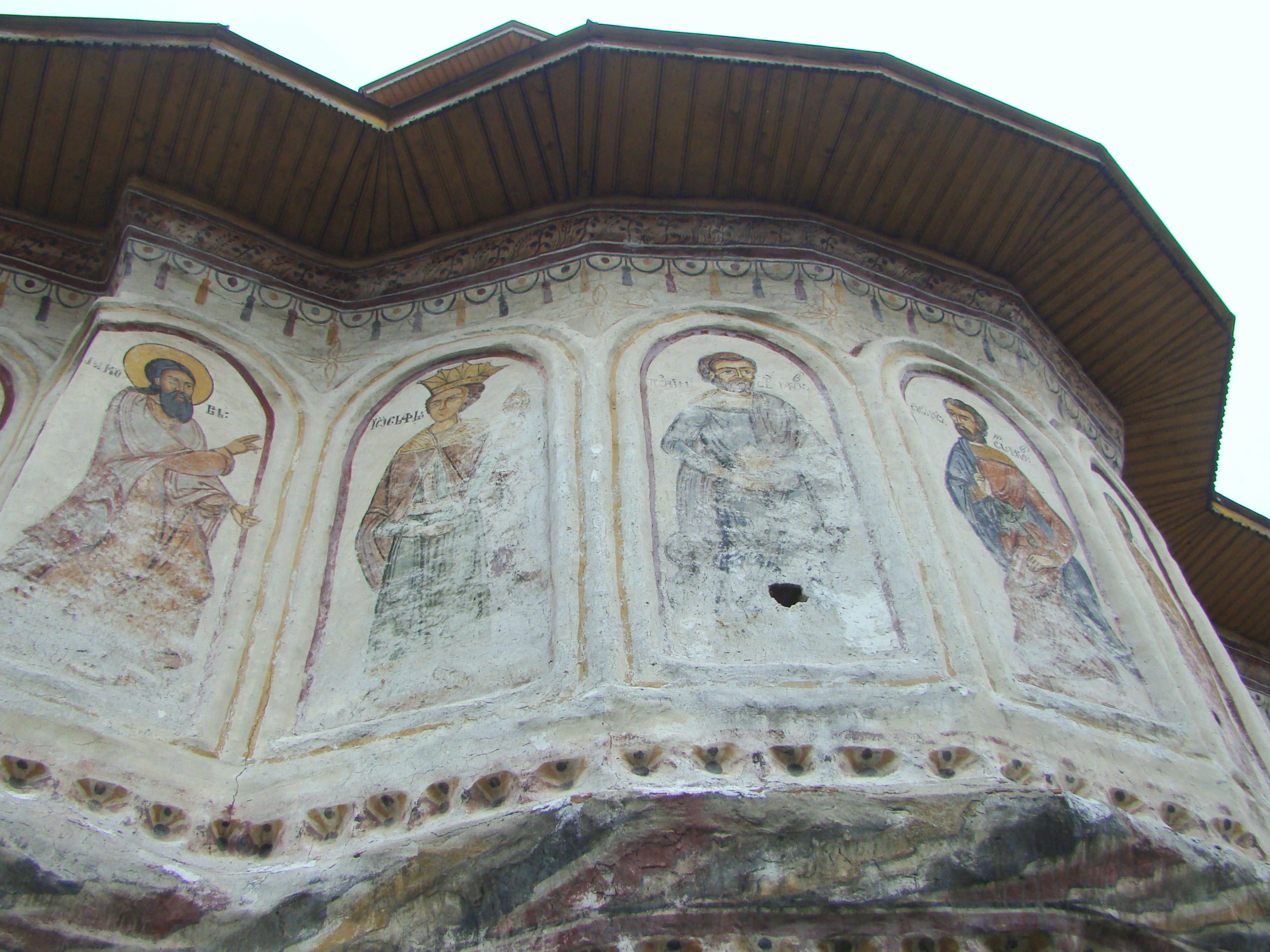
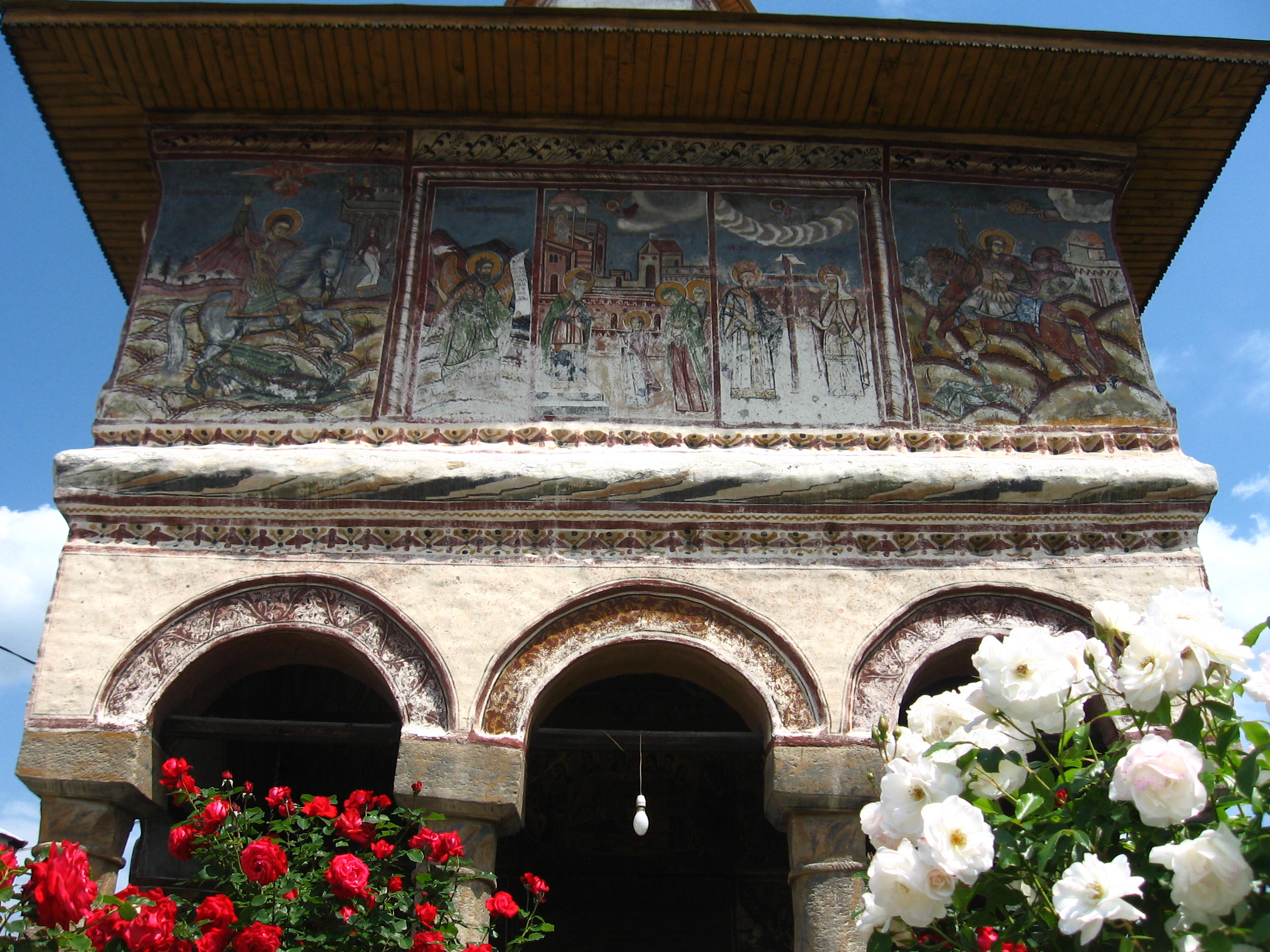
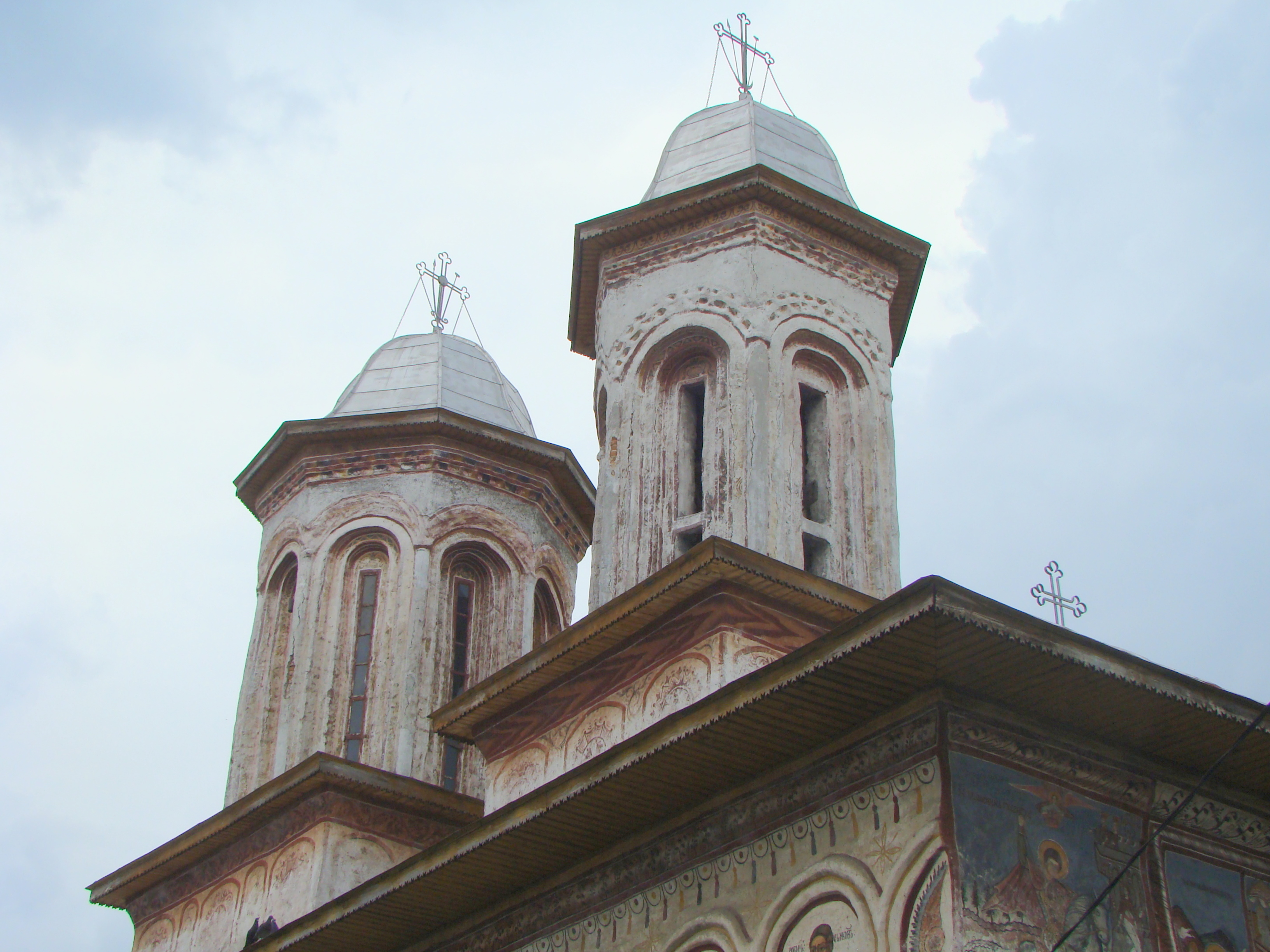
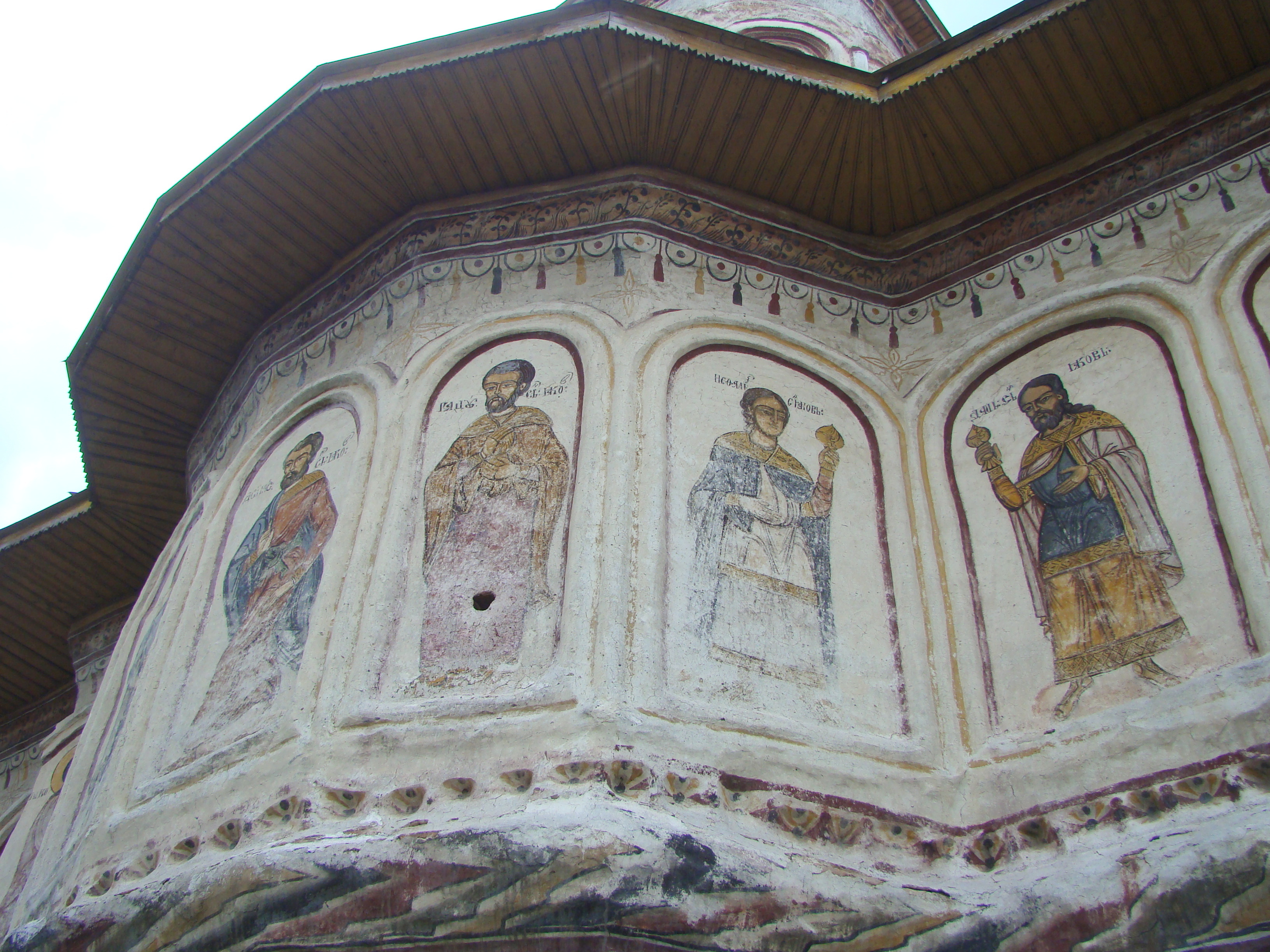
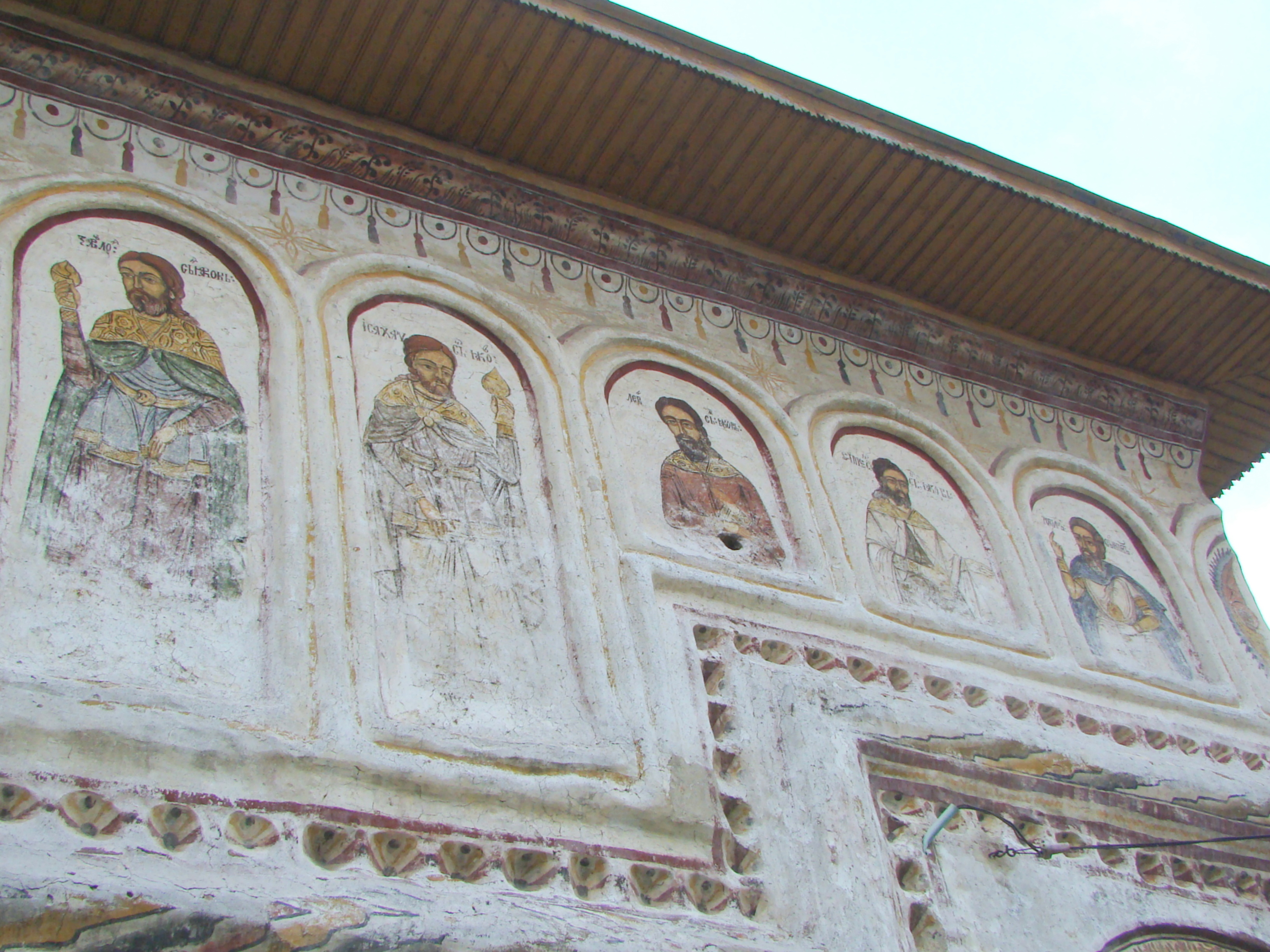
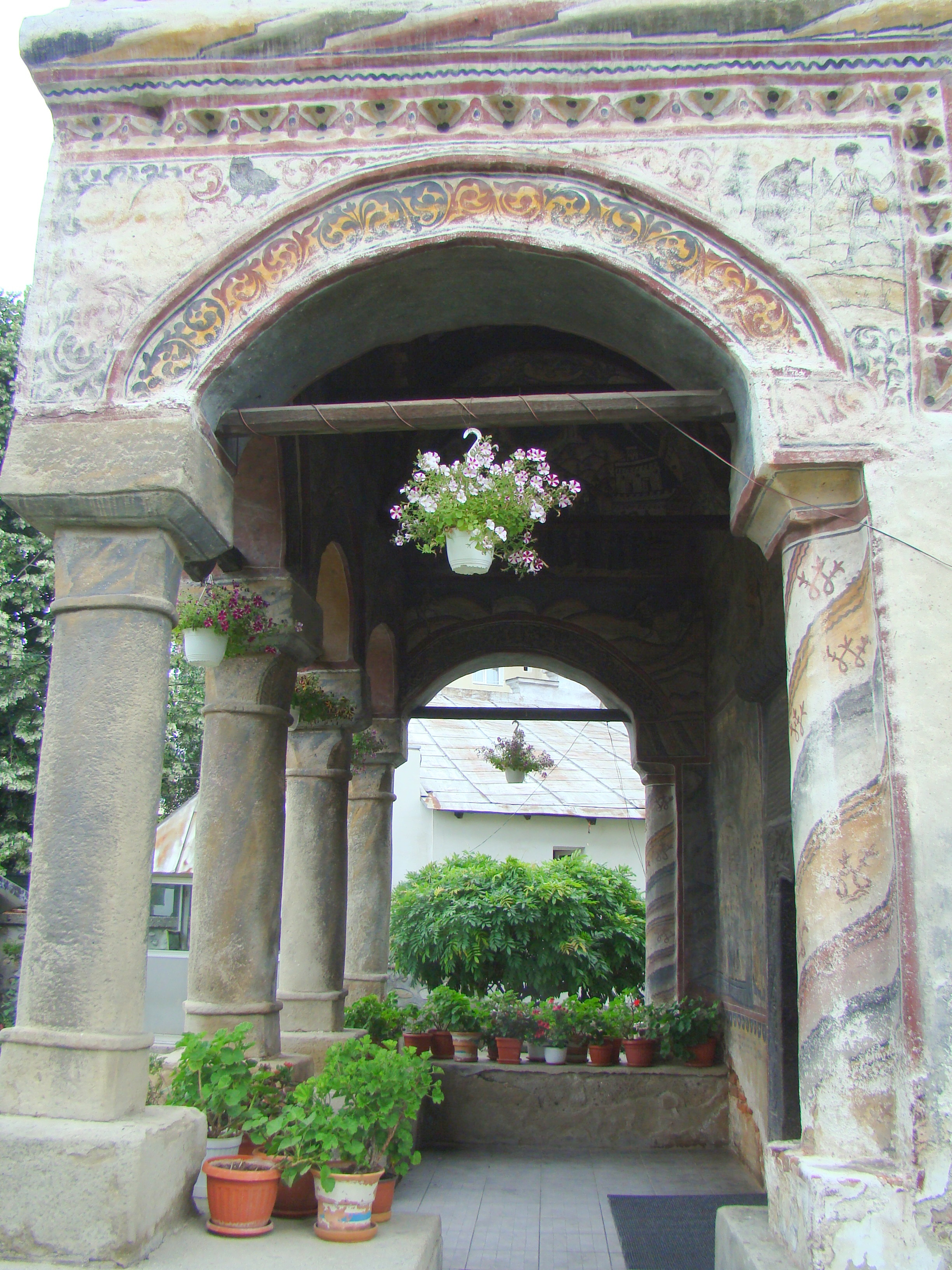
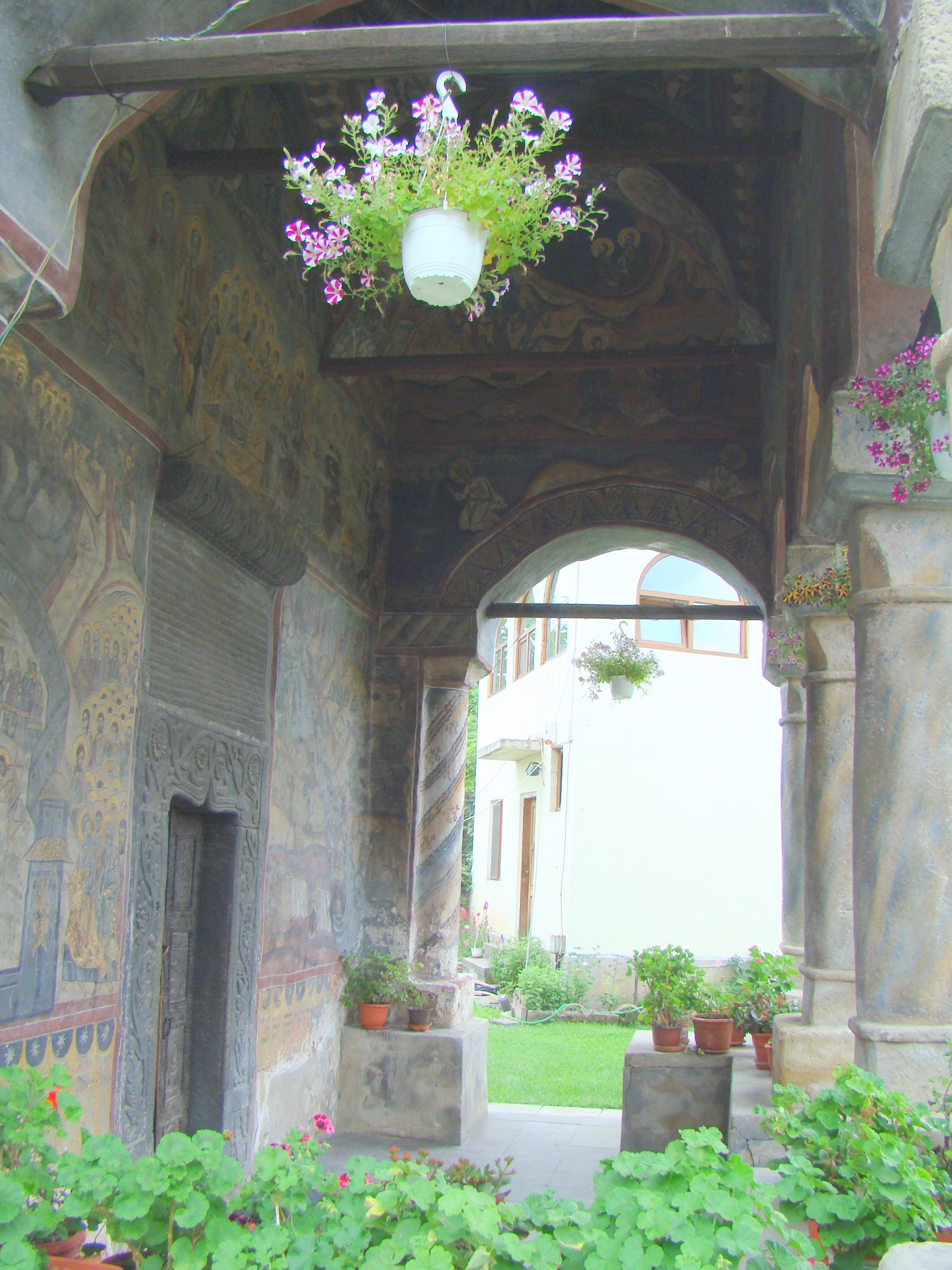
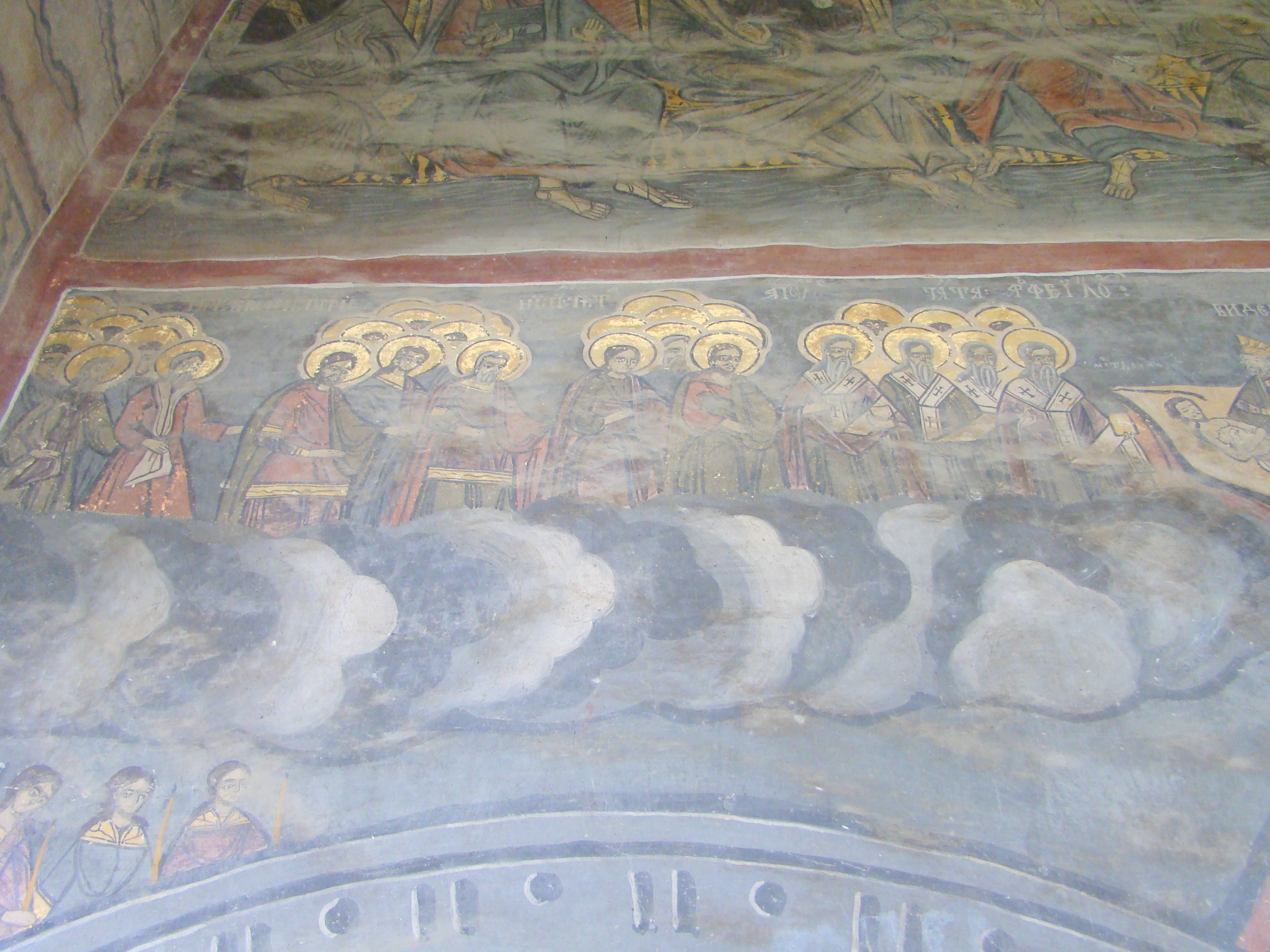
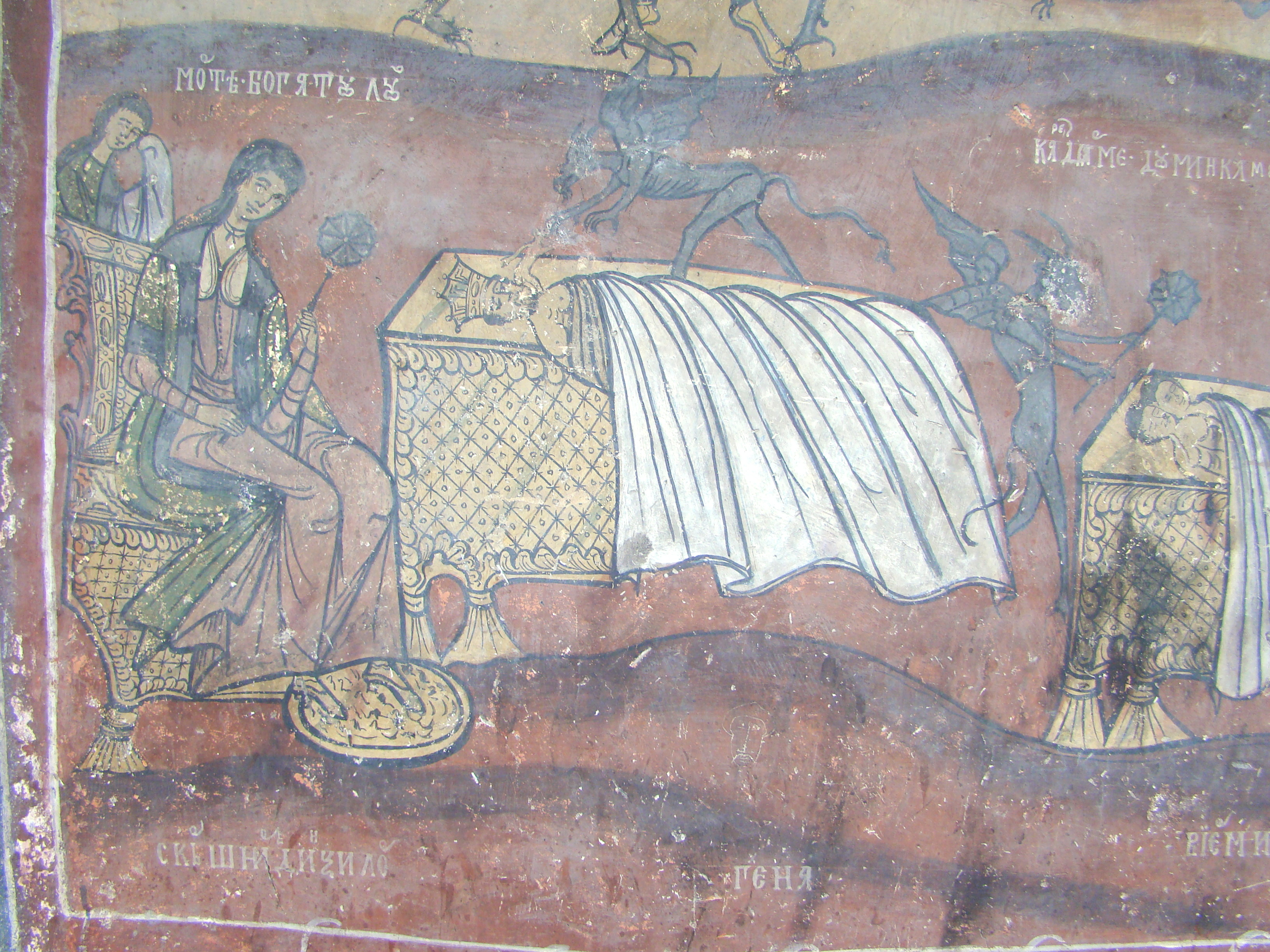
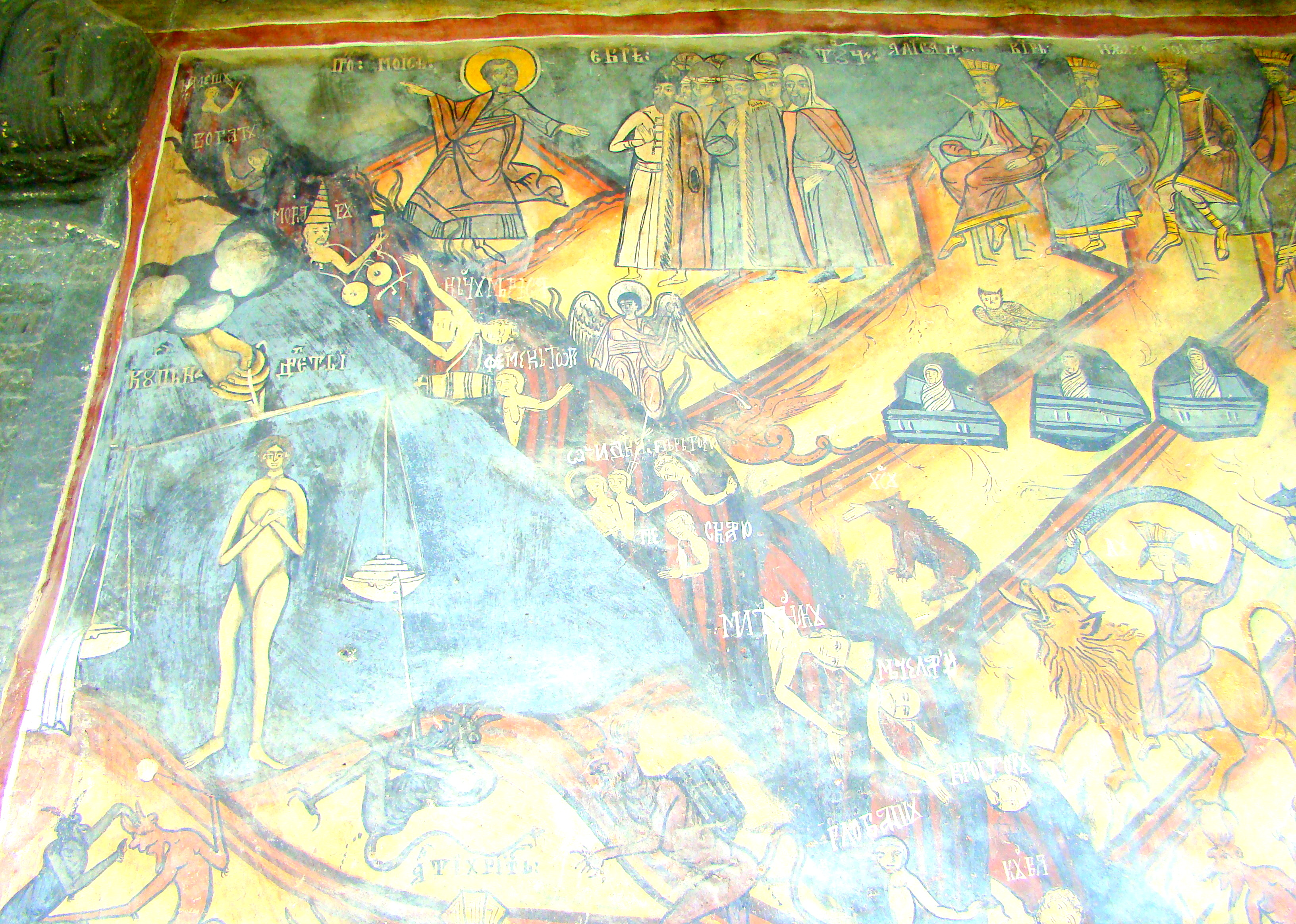
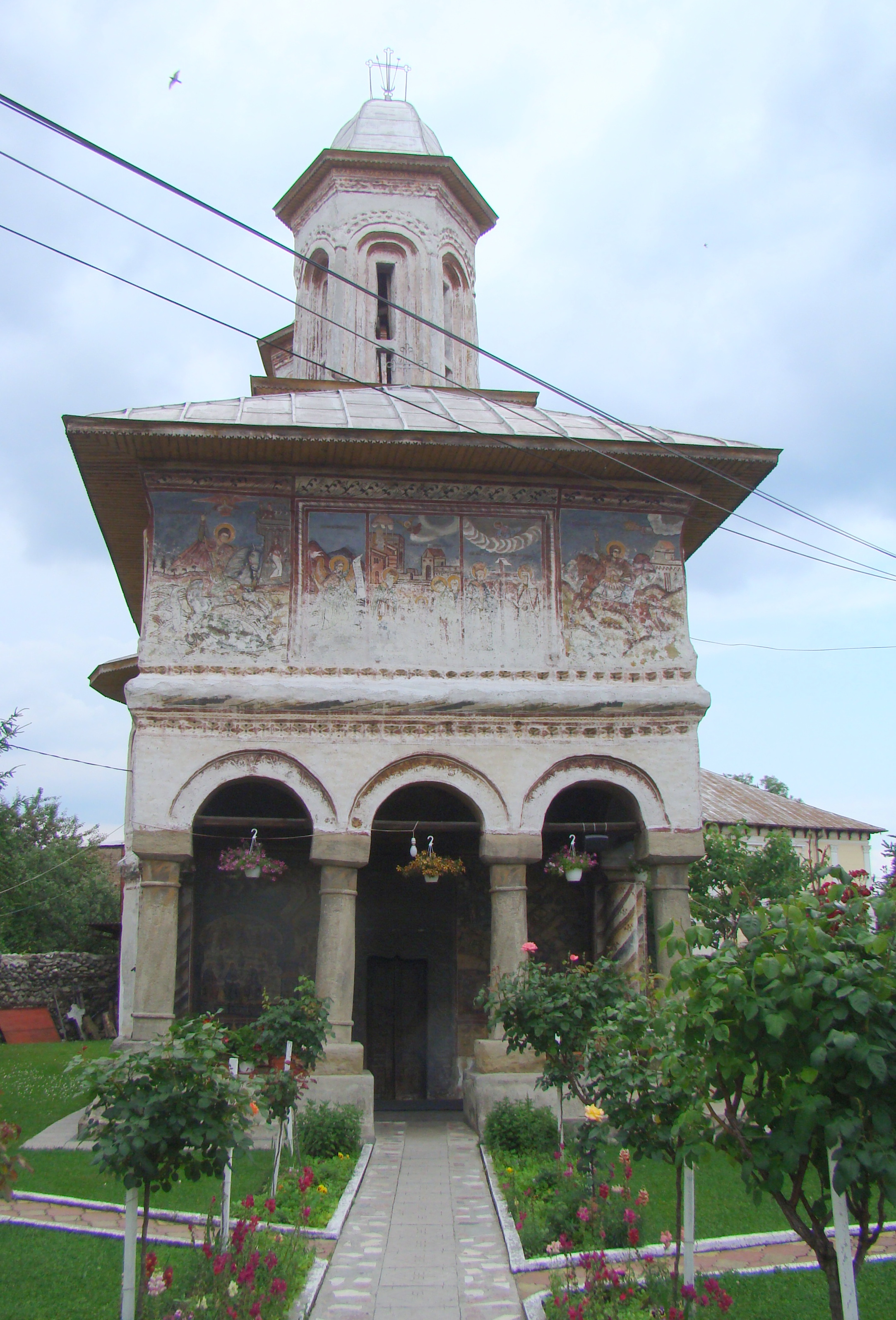
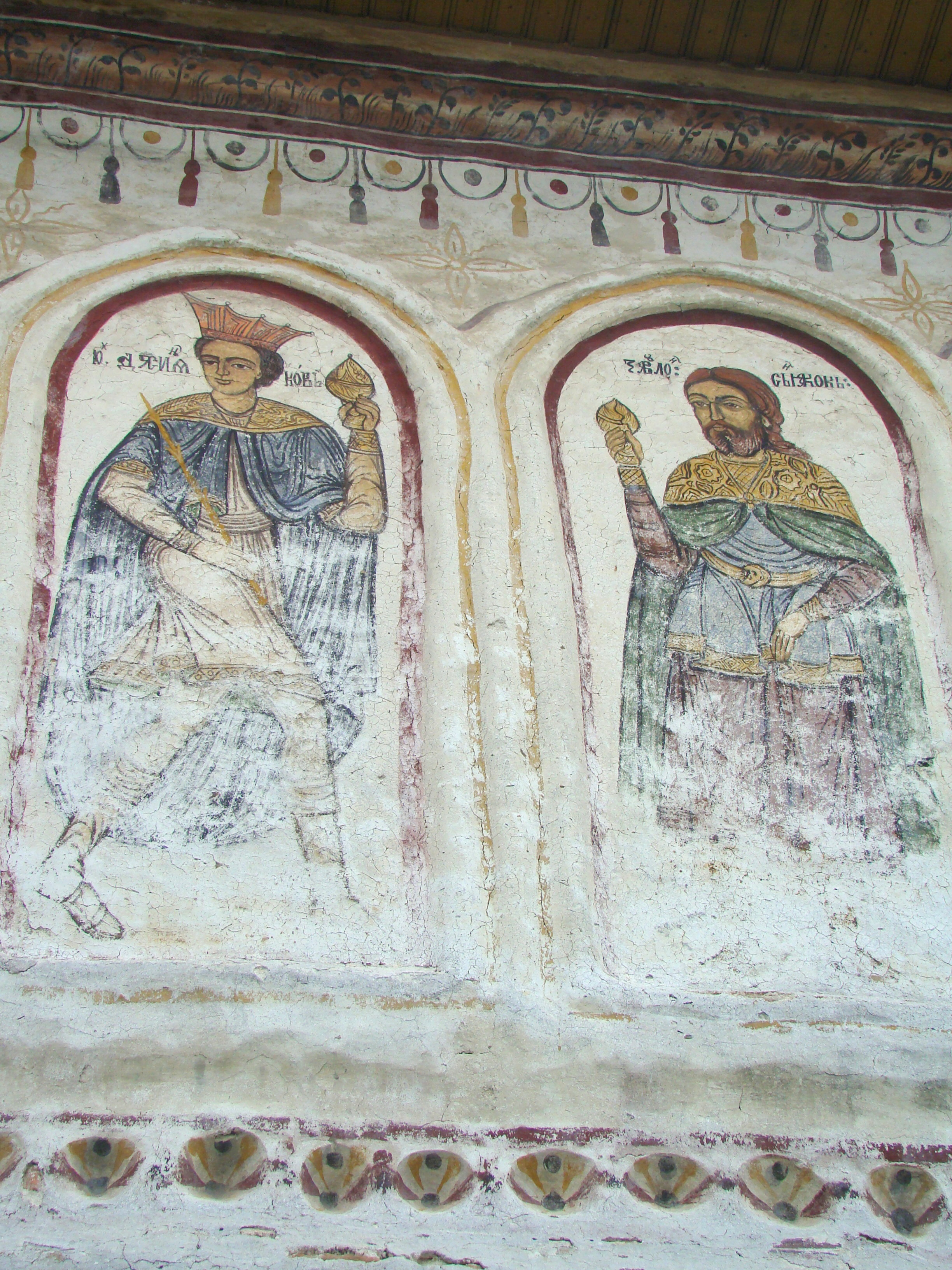
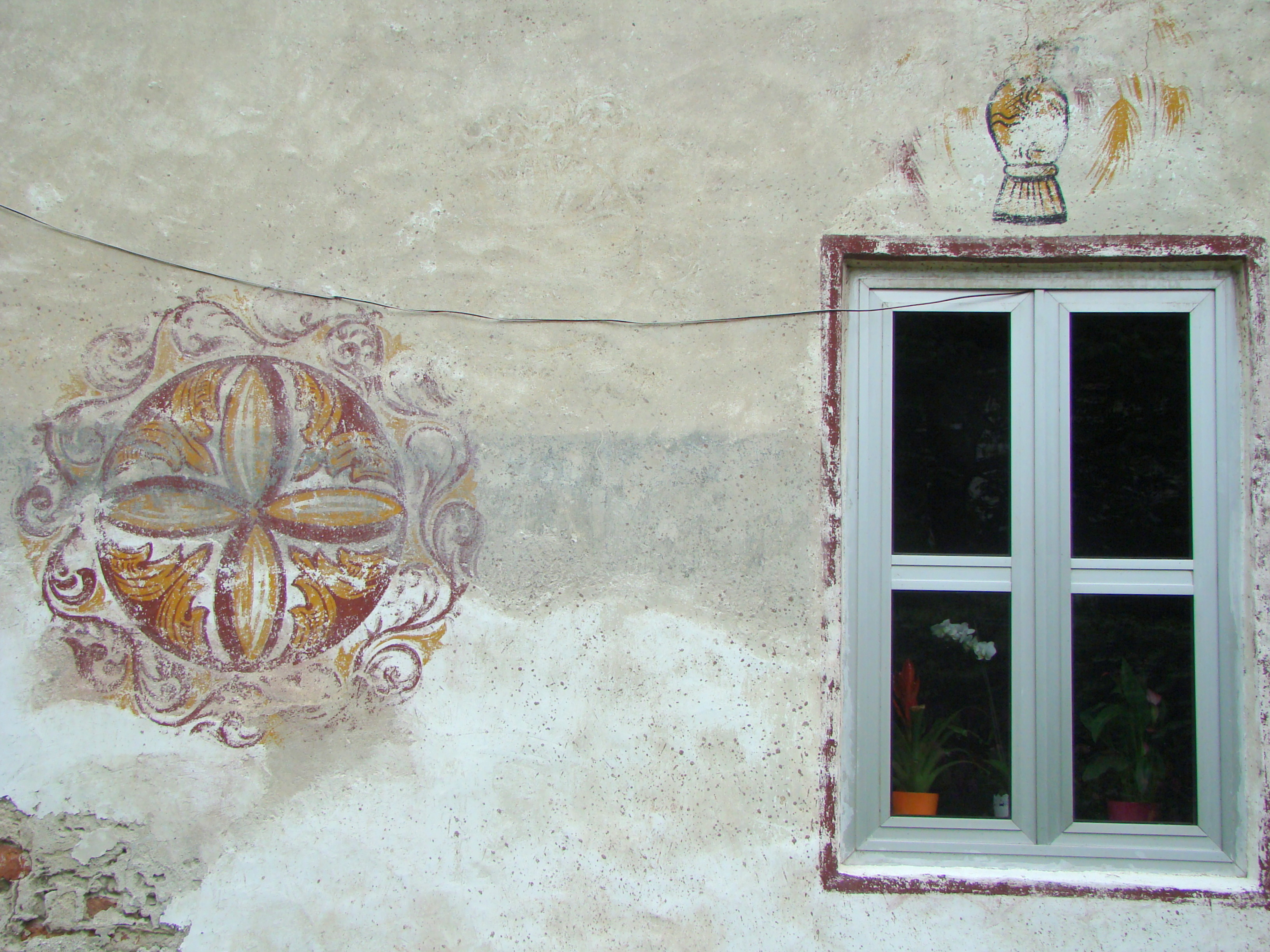
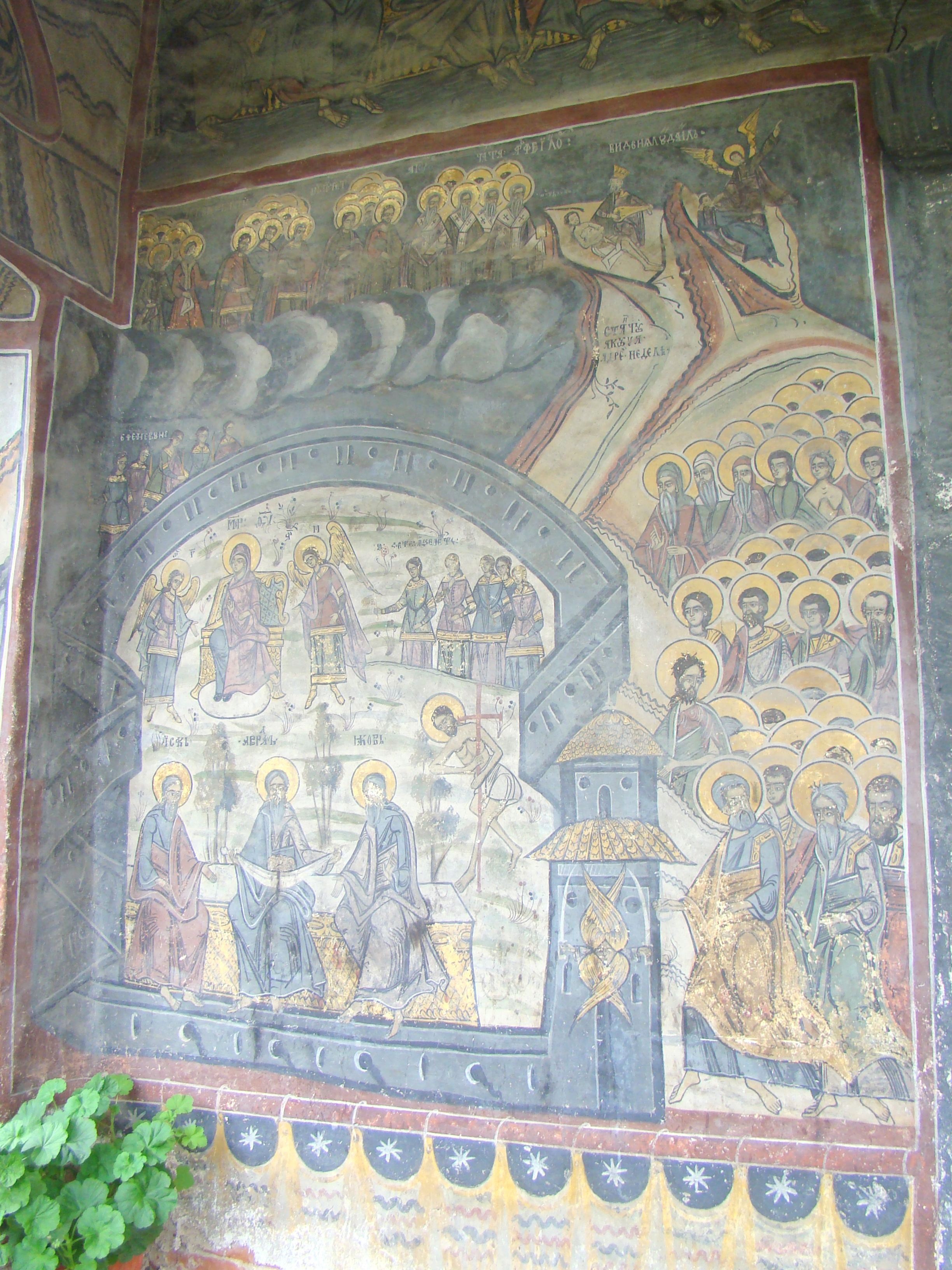
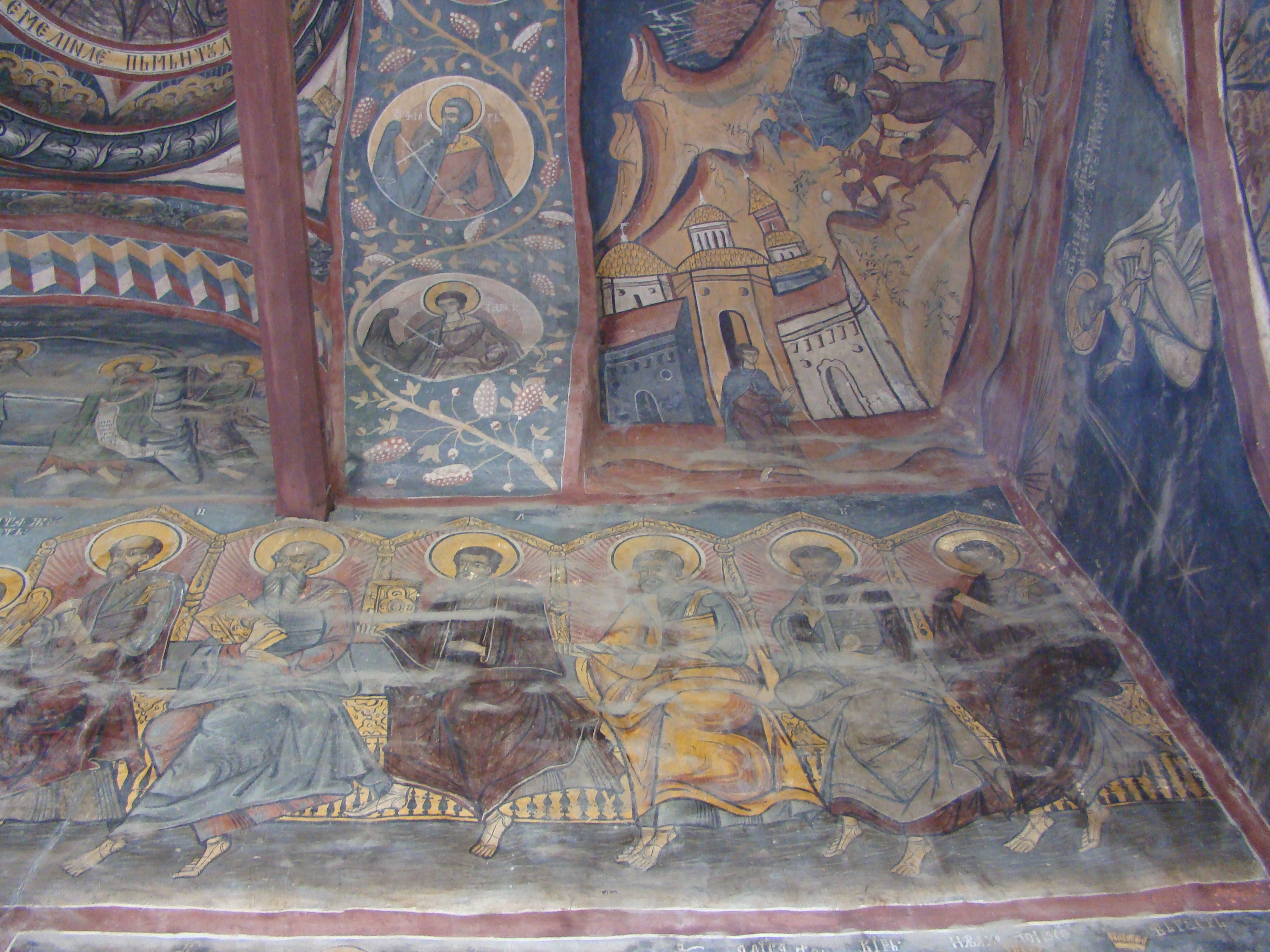
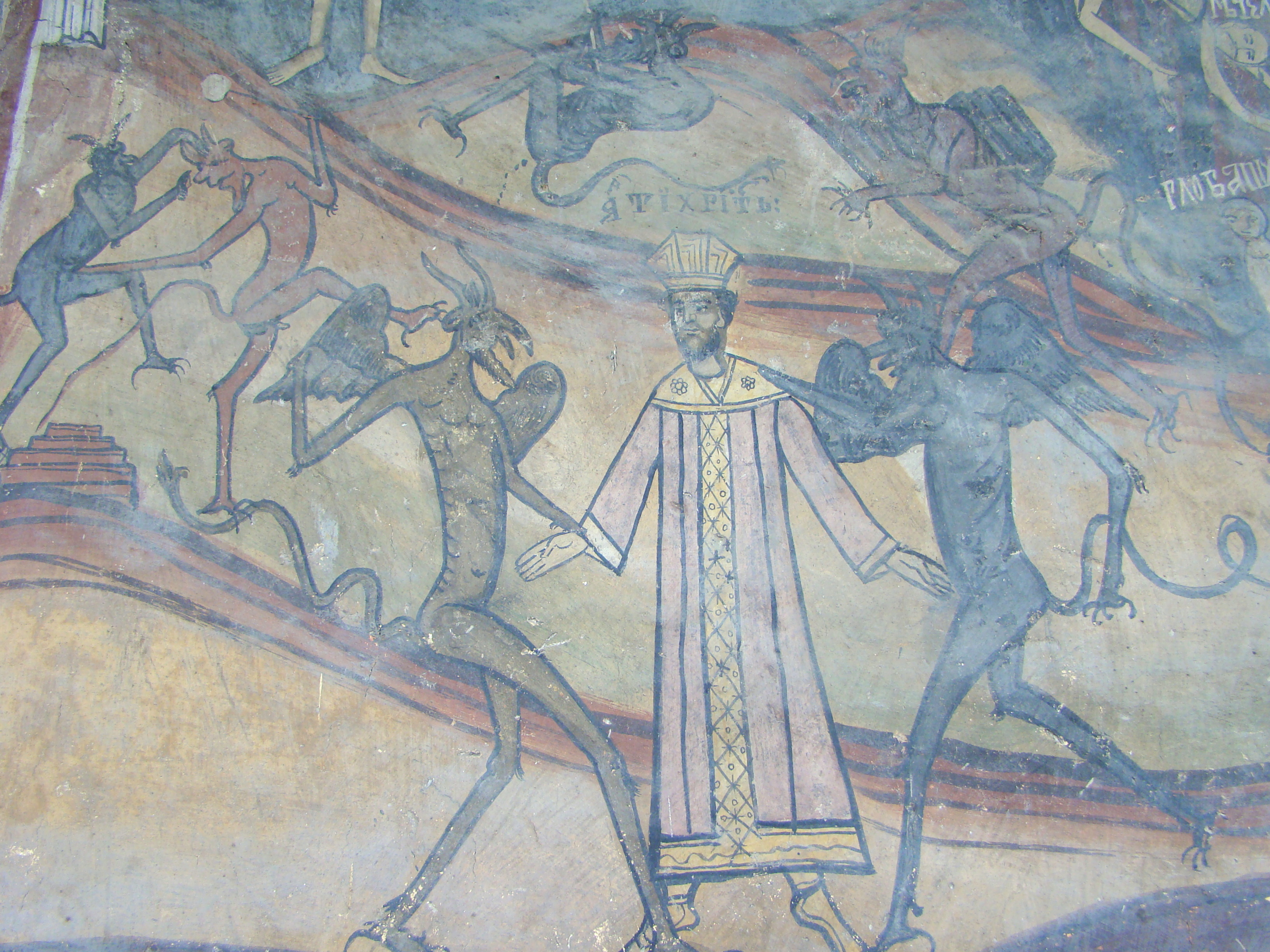
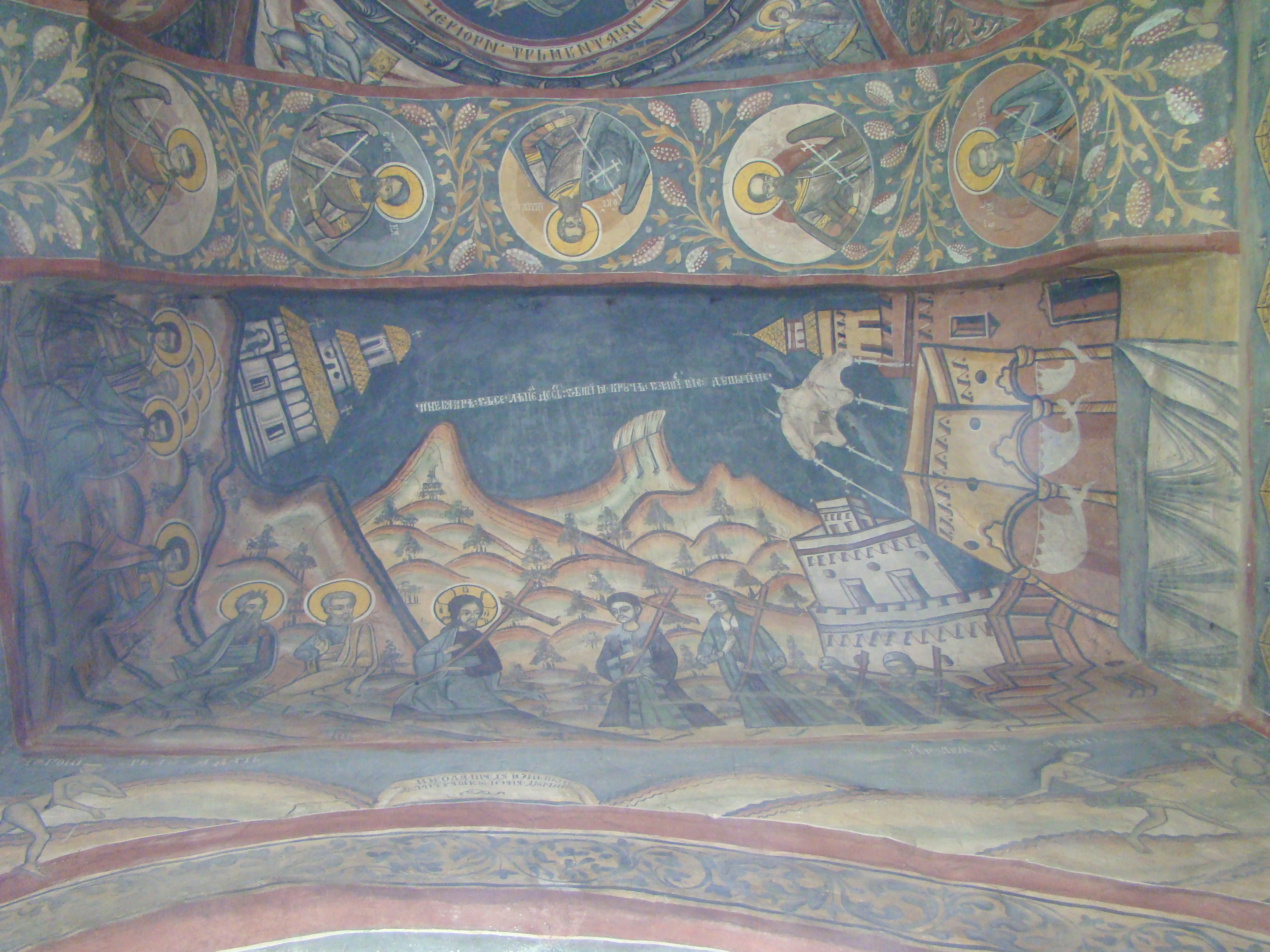
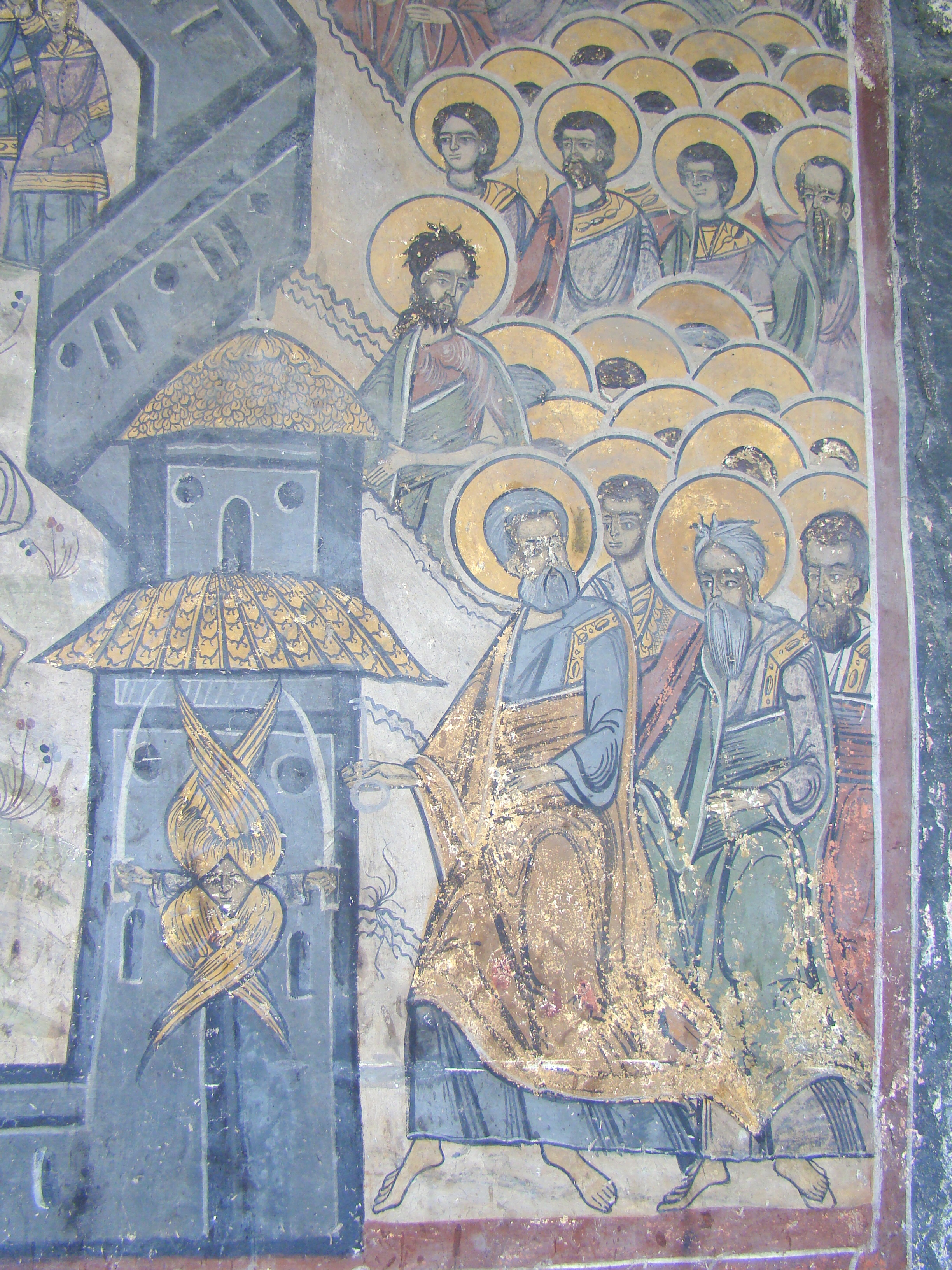
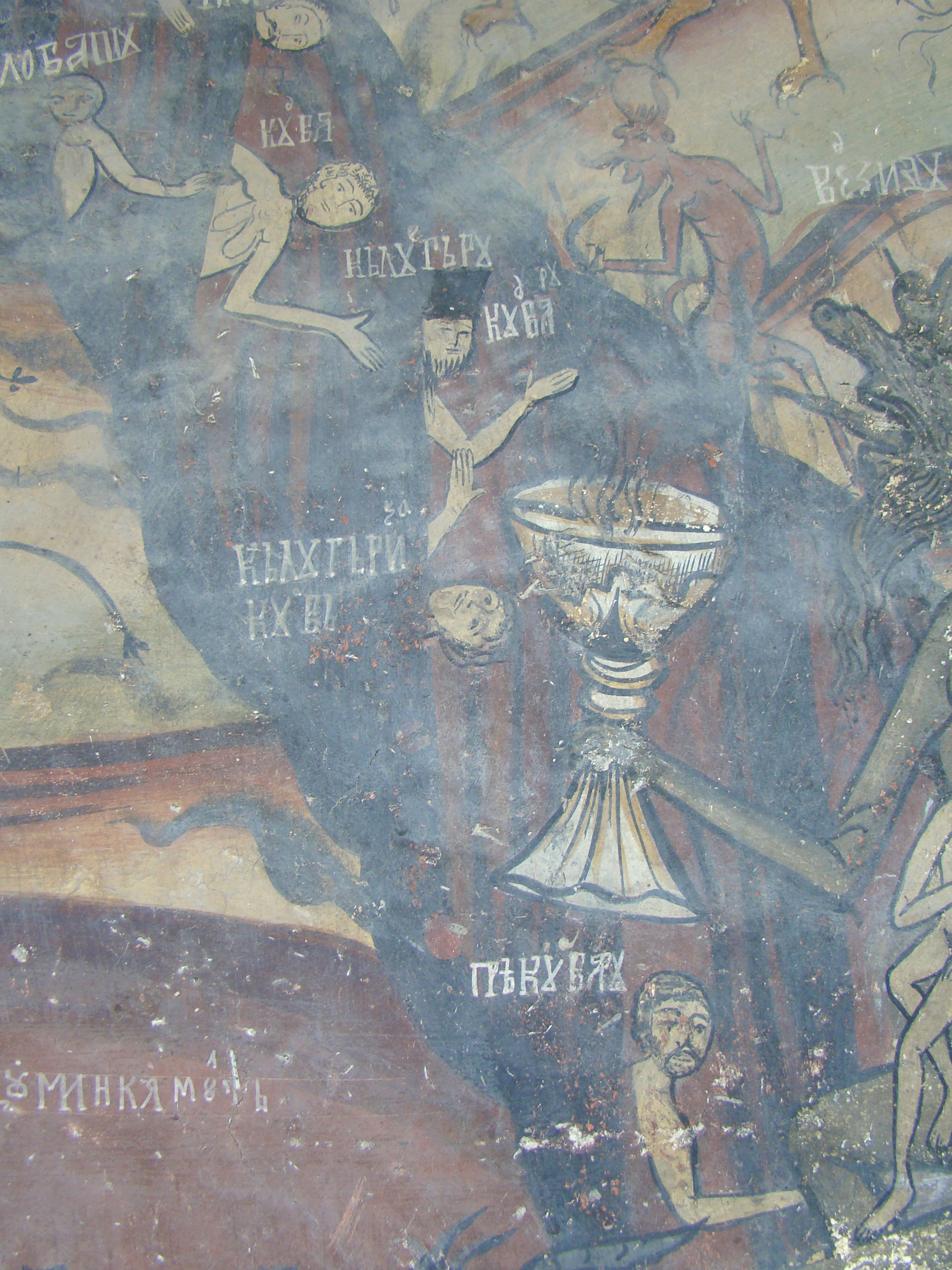
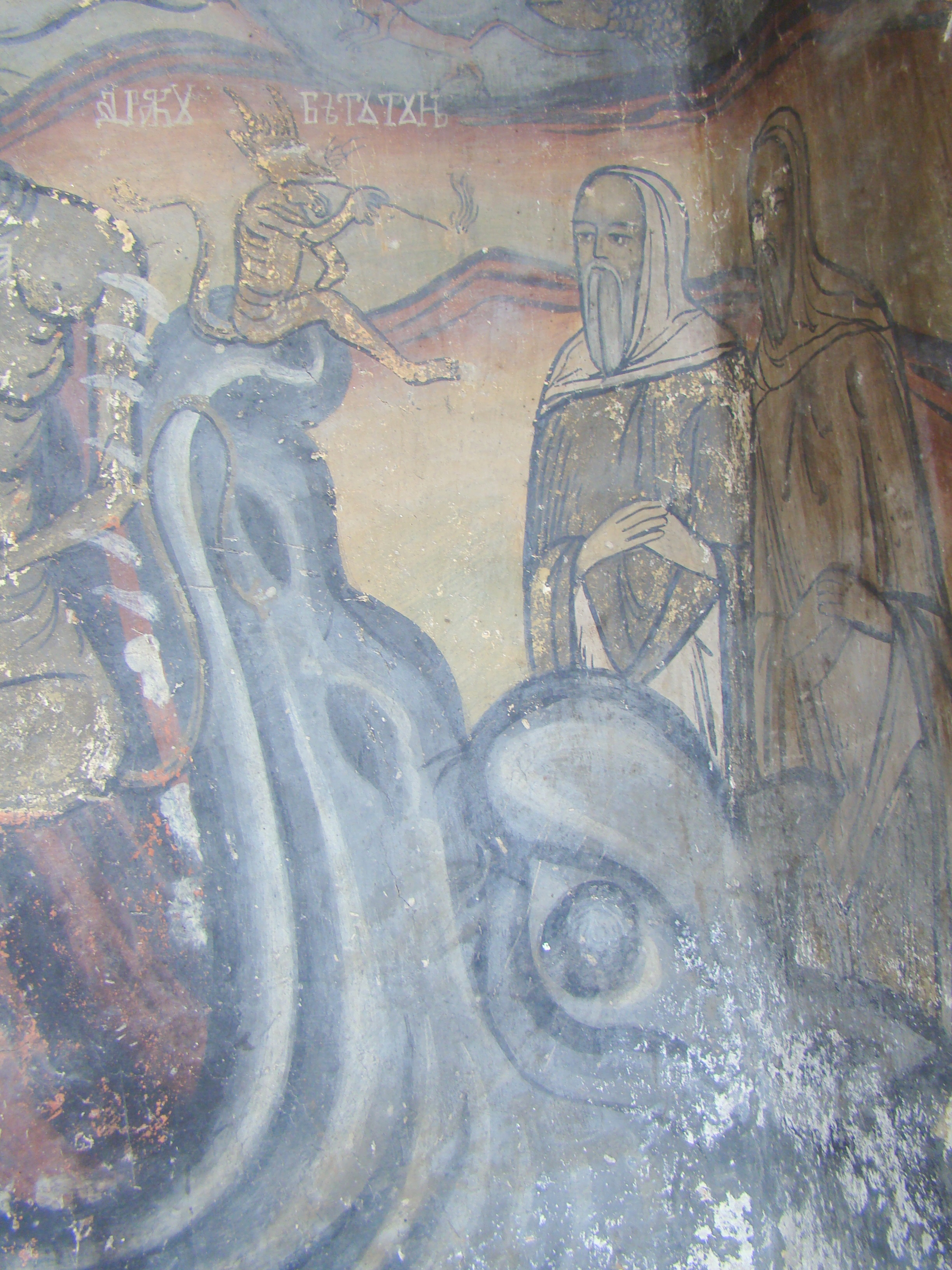
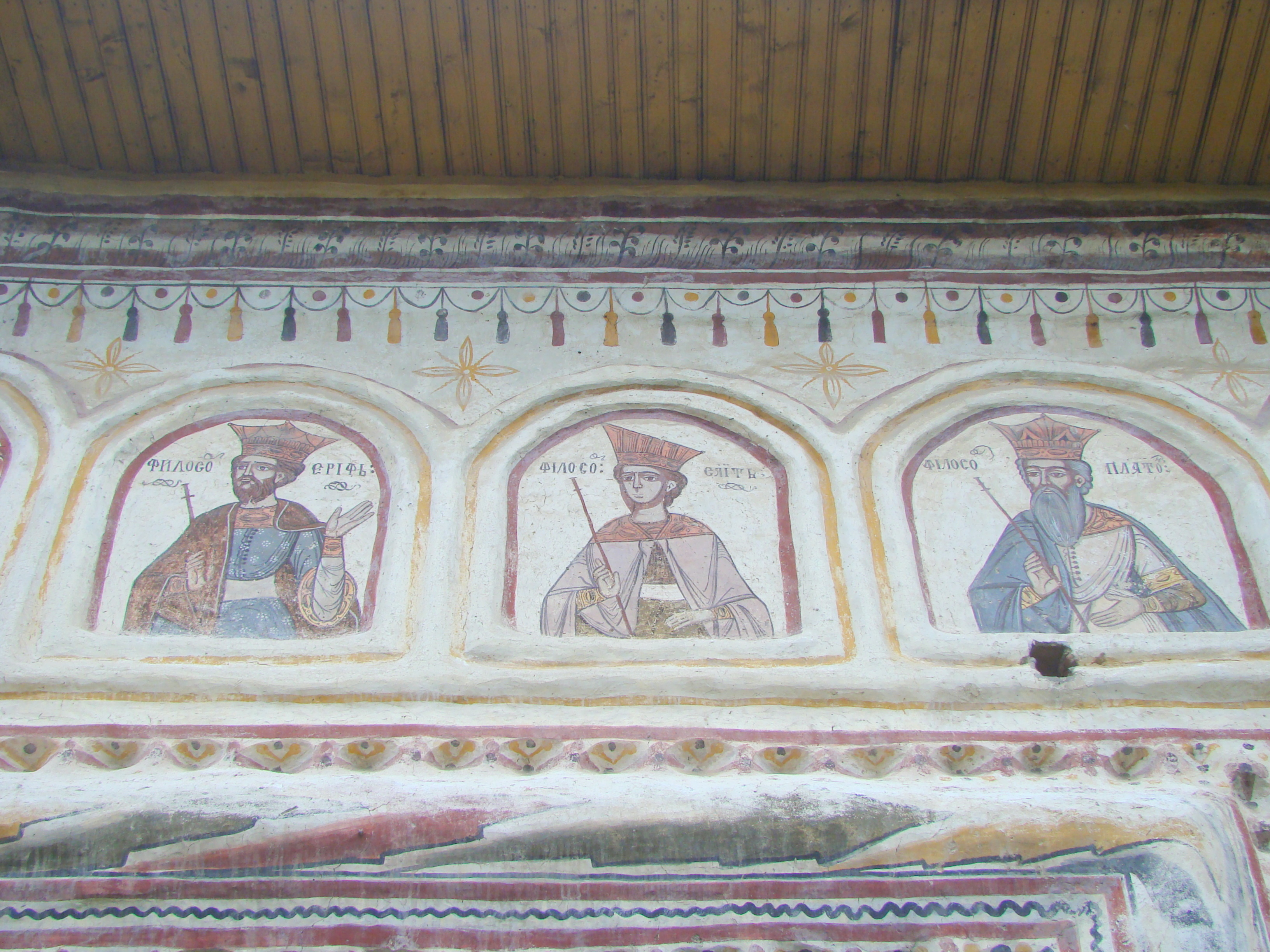
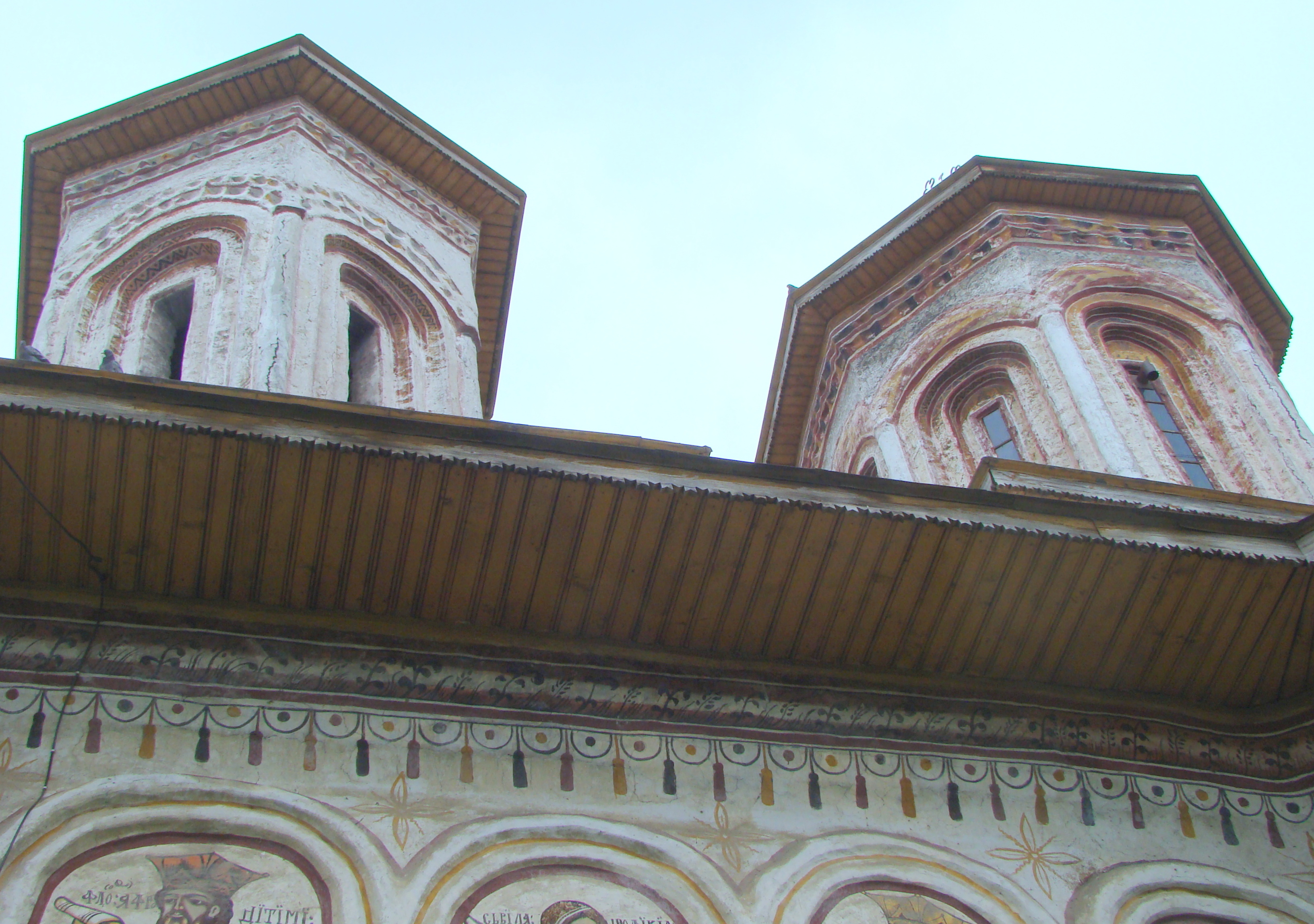
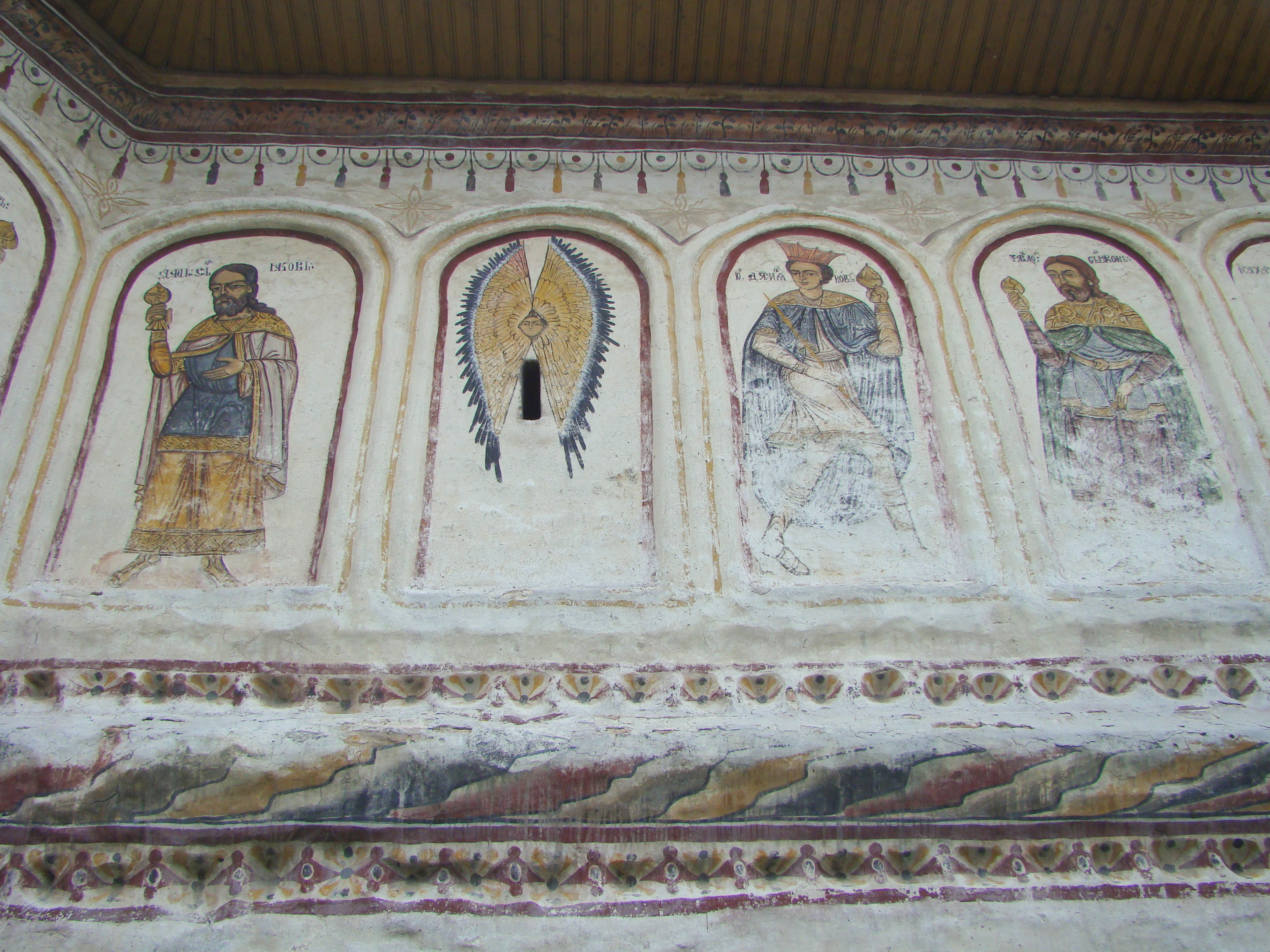
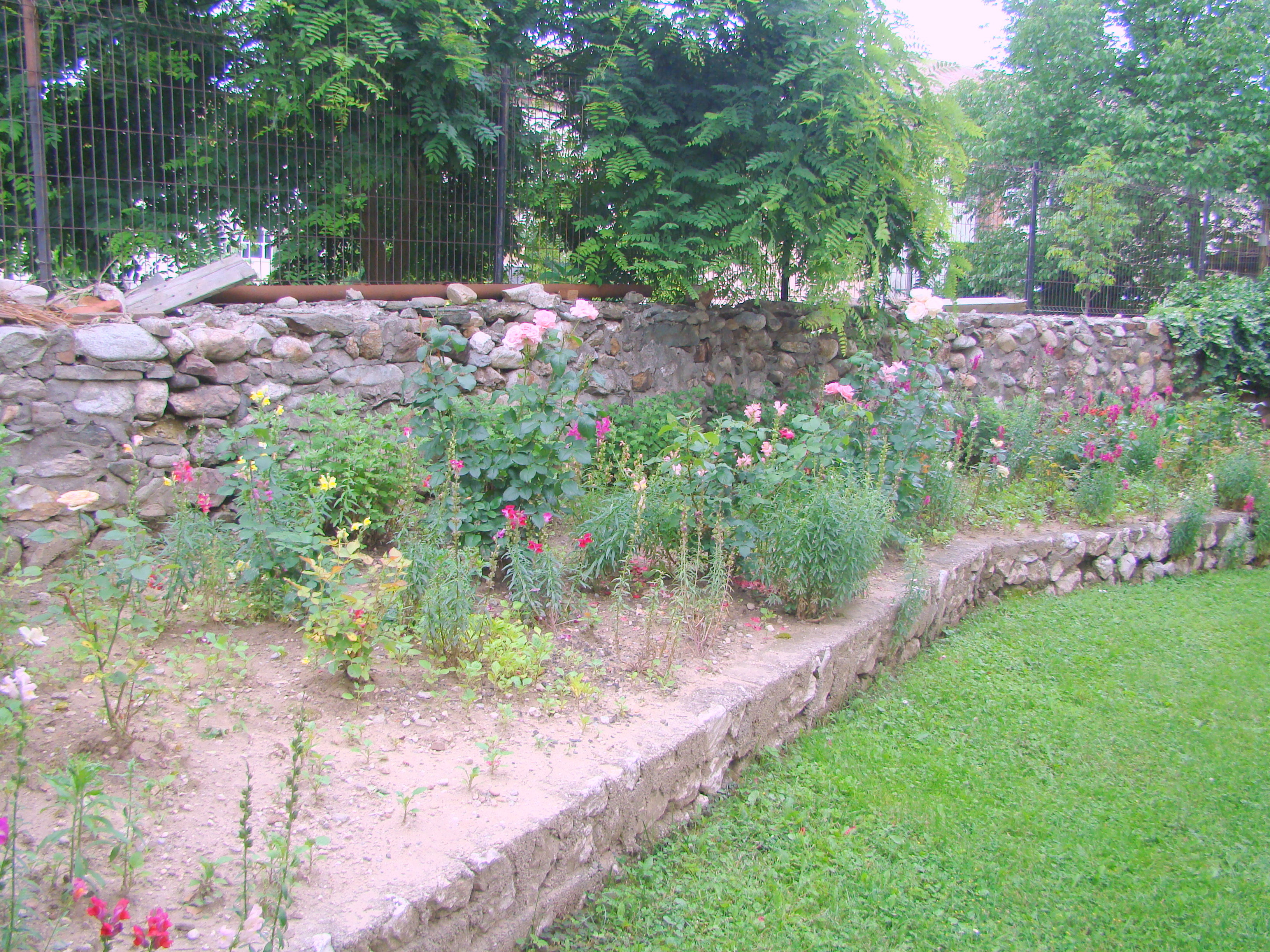
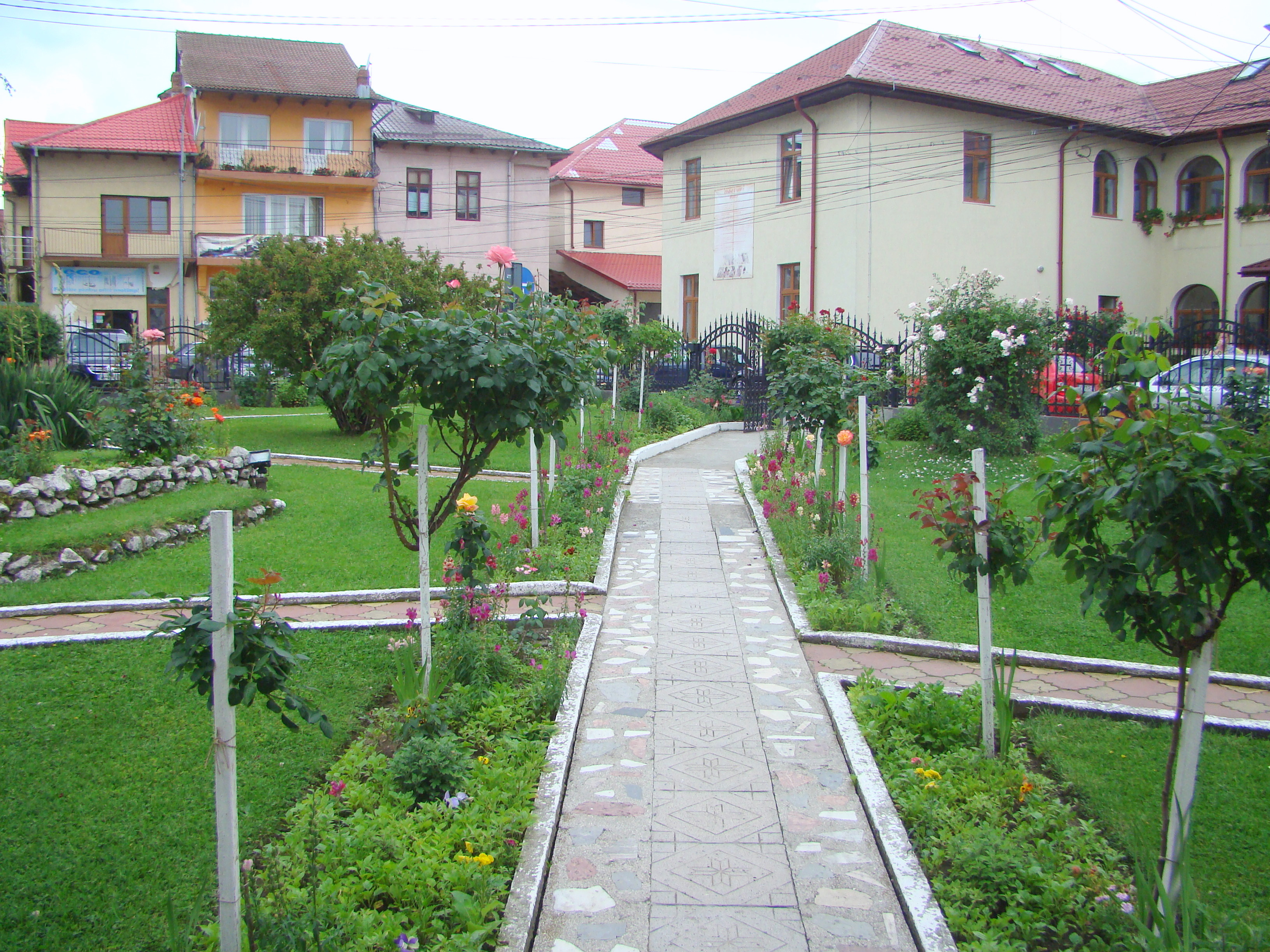
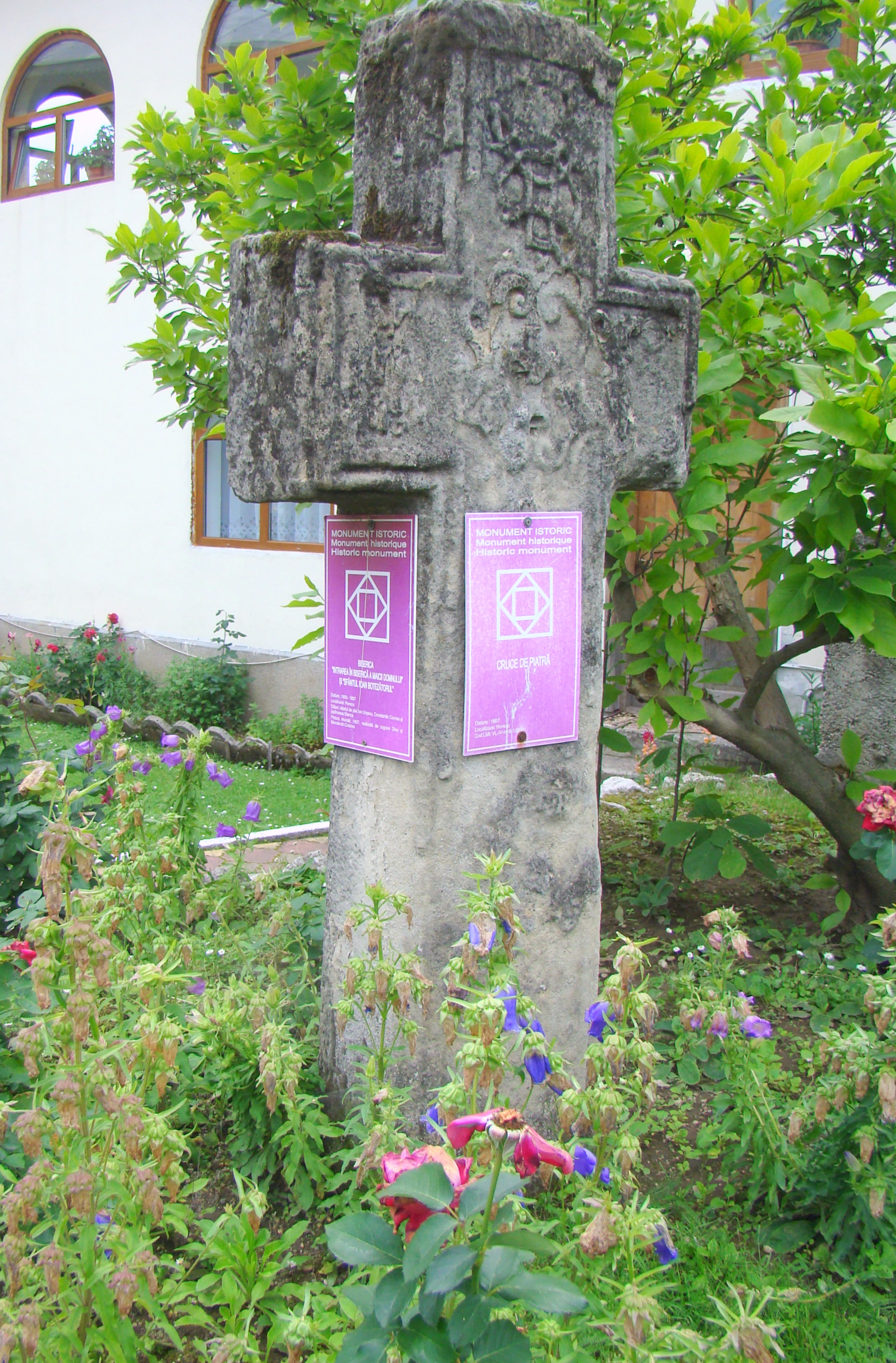
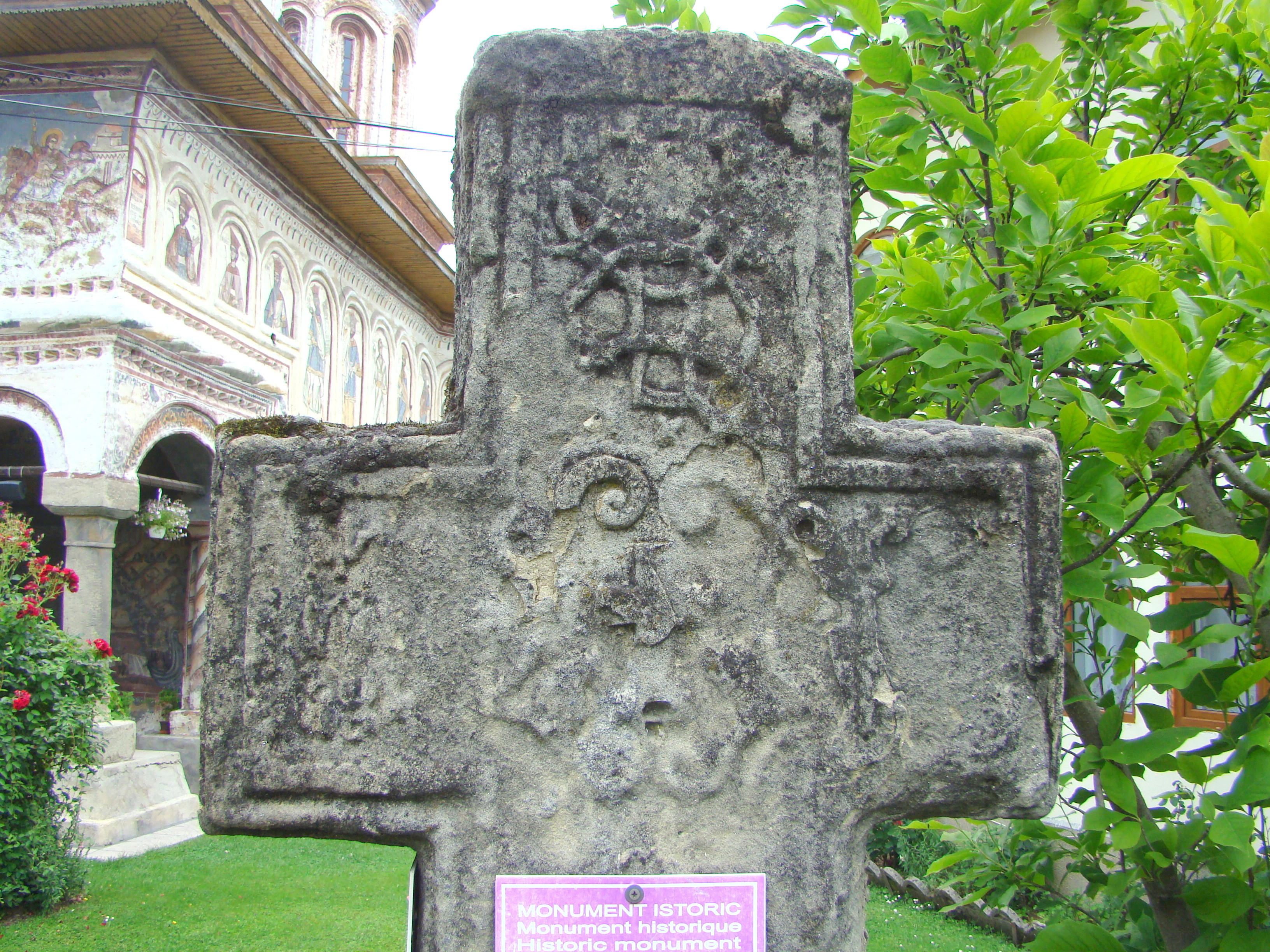
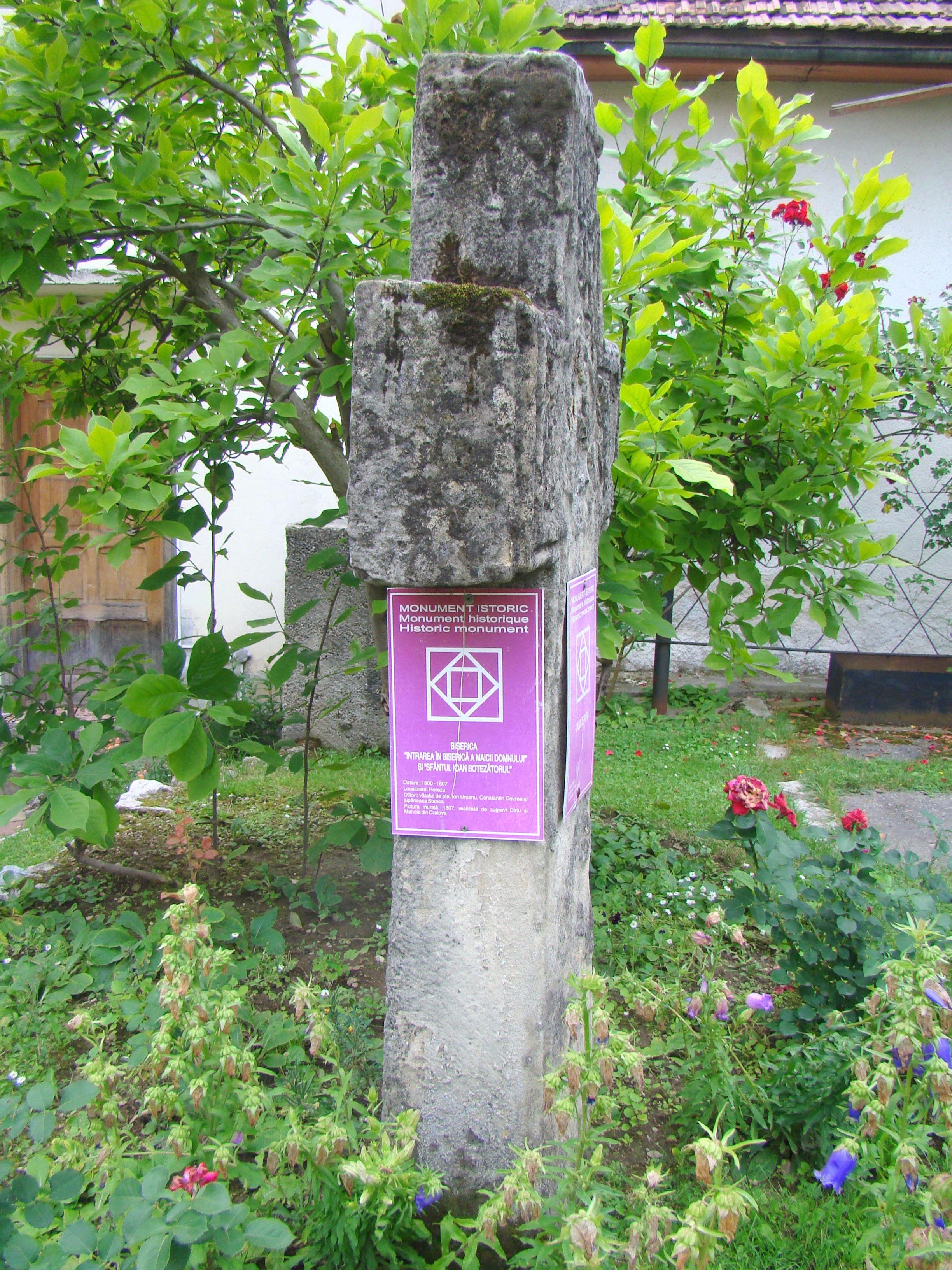